# Дієго Марадона
Діє́го Арма́ндо Марадо́на (ісп. Diego Armando Maradona; 30 жовтня 1960, Ланус, Буенос-Айрес, Аргентина — 25 листопада 2020, Тигре, Буенос-Айрес, Аргентина) — аргентинський футболіст, один з найвідоміших і найкращих гравців в історії футболу. По завершенні кар'єри гравця — футбольний тренер і функціонер, телекоментатор.
Грав на позиціях атакувального півзахисника і нападника. Виступав за клуби «Архентінос Хуніорс», «Бока Хуніорс», «Барселона», «Наполі», «Севілья» і «Ньюеллс Олд Бойз». Провів 91 матч і забив 34 голи у складі збірної Аргентини.
Чемпіон світу 1986 року. Віце-чемпіон світу 1990 року. Учасник чотирьох чемпіонатів світу. Чемпіон світу серед молодіжних команд 1979 року. Найкращий гравець чемпіонату світу 1986 року. Футболіст року в Південній Америці 1979 і 1980 років. Двічі входив до символічних збірних чемпіонатів світу. Чемпіон Аргентини у складі клубу «Бока Хуніорс». Дворазовий чемпіон Італії, а також володар Кубка УЄФА у складі клубу «Наполі». Найкращий бомбардир Чемпіонату Аргентини з футболу (1979, 1980 та 1981 роки) та Чемпіонату Італії з футболу (1989 рік).
Найкращий футболіст XX століття за результатами голосування на офіційному сайті ФІФА, де набрав 53,6 % голосів; за версією футбольної Комісії ФІФА, Марадона — 3-й футболіст у XX столітті. Серед найкращих футболістів світу XX століття: за опитуванням IFFHS посідає 5-те місце, за версією журналу World Soccer — 2-ге місце, за версією журналу France Football — 2-ге місце. Є найкращим футболістом в історії чемпіонатів світу за версією газети Таймс. Перший володар почесного «Золотого м'яча». Член Зали слави італійського футболу в номінації «найкращий іноземний гравець».
Член символічної збірної найкращих гравців на всіх чемпіонатах світу за версією ФІФА. Член символічної збірної найкращих гравців в історії Південної Америки. 1999 року Марадону визнано найкращим спортсменом XX століття в Аргентині. Автор голу у ворота збірної Англії, який дістав назву «Гол століття», визнаного найкращим в історії чемпіонатів світу; в тій самій грі забив м'яч рукою, цей випадок відомий як «Рука Бога».
Спортивна кар'єра Марадони виявилася короткою через наркотичну залежність, унаслідок якої він був змушений на деякий час покидати футбол через дискваліфікацію і лікування. Окрім цього Марадона був замішаний у декількох судових розглядах, включаючи арешт у квітні 1991 року за зберігання кокаїну і дворічний умовний строк, який він отримав 1999 року за стрілянину з пневматичної гвинтівки по журналістах улітку 1994 року.
Працював телекоментатором на каналах Аргентини й Італії. Із червня 2005 по серпень 2006 року — віцепрезидент футбольної комісії клубу «Бока Хуніорс». Знявся в декількох фільмах.
Від жовтня 2008 року до липня 2010 року Марадона працював головним тренером збірної Аргентини, з якою дійшов до чвертьфіналу чемпіонату світу 2010.

## Дитинство Марадони

### Юні роки
Дієго Армандо Марадона з'явився на світ о 5-й ранку в неділю 30 жовтня 1960 року в поліклініці Евіта в місті Ланус (провінція Буенос-Айрес). Він народився в родині дона Дієго, спадкового робітника, який працював на млині Тритумоль, і його дружини, домогосподарки Дальми Сальвадори Франко. Марадона був п'ятою дитиною в родині, але першим хлопчиком: до нього народились чотири сестри — Ріта, Ана, Ельза і Марія. Пізніше Дальма Сальвадора казала: «Він мені дався легше за інших. У суботу я весь день прекрасно себе почувала, а вночі мене відвезли до клініки. Він дуже швидко з'явився на світ. У той момент я молилася тільки про одне: щоб народився здоровим і став хорошою людиною. Усе це, на щастя, здається, збулося, і навіть я б сказала, з лишком».
Своїм родинним корінням Марадона походив з Італії, зокрема, він нащадок Марко Поло. Також Дієго має хорватські корені: бабуся Сальвадори до шлюбу мала прізвище Каріоліч, а її батько був вихідцем з острова Корчула.
У 10 місяців Дієго навчився ходити. Як і більшість дітей в Аргентині, Марадона змалку почав ганяти м'яча. Те, у що грали діти, було важко назвати футболом, малюки просто бігали і били по м'ячу.
Коли Марадоні було 7 років, його двоюрідний брат Бето, син тітки Нени, подарував йому найперший у житті м'яч. Дієго так зрадів подарунку, що заснув з ним в обіймах у першу ж ніч. Потім Дієго виніс м'яч на вулицю, щоб похвалитися ним перед двором, але, вирішивши не давати м'яч нікому, забрав його додому. Усю зиму м'яч пролежав у кімнаті Дієго, лише зрідка він ганяв його по хаті зі своїми сестрами. Навесні Дієго все ж наважився винести його у двір: батько показав йому, як треба бити, а син довго тренувався біля стінки, просто завдаючи удару лівою ногою.
Натренувавшись добре бити по м'ячу, Дієго почав грати зі старшими хлопцями в повноцінний футбол. У грі маленький Дієго не досяг успіху, доросліші гравці проскакували повз або обводили його, а ображений Марадона хапав м'яч руками і притискав до себе. Поступово Марадона звикав до футболу і став грати, як і всі на полі. Він міг грати годинами на пустирі, званому «Сім Полян», де проходили дворові матчі. Дієго волів виступати на позиції ліберо, лише дорослішим він перейшов у напад. Поступово Марадона став одним з найтехнічніших футболістів двору, і команди школярів завжди хотіли, щоб Дієго грав за них. Коли Марадона пішов до школи «Ремедіос де Эскалада Сан-Мартін», його майже відразу ввели до лав футбольної команди Ескалади, де грали учні молодших класів. 1999 року у своїй книзі Дієго написав: «Я завжди кажу, що став професіоналом, починаючи з найменшого віку: я грав за команду, яка запрошувала мене першою, іноді мене не відпускали з дому, і тоді я ревів як божевільний. І все-таки за п'ять хвилин перед початком матчу Тота завжди давала мені дозвіл. Ну а для того, щоб переконати дона Дієго, мого батька, зусиль було потрібно значно більше. Я розумів свого старого, і як було не зрозуміти, якщо він буквально вкрай знемагався, щоб ми могли їсти і вчитися? І він дуже хотів, щоб я навчався».
Родина Дієго мешкала в районі Вілья Фіоріто на перетині вулиць Асамор і Маріо Браво в трикімнатному будинку, який лежав на південній околиці Буенос-Айреса і був одним з найбідніших у місті. Бідувала і сім'я Марадони, а тому діти, щоб допомогти батькам, ліпили глиняні глеки для квітів, які продавали на місцевому ринку і віддавали всі зароблені гроші матері. Займався цим і Дієго. Пізніше він сказав: «Якщо мої батьки попросять у мене Місяць, я зроблю все, щоб його дістати. Але це дрібниця порівняно з тим, що вони зробили для мене».

### «Цибулинки»
Коли Марадоні було 8 років, він познайомився з Гойо Каррісо, 10-річним хлопчиком, що грав у дитячій команді клубу Архентінос Хуніорс. Каррісо дуже сильно захоплювався футболом, на цьому ґрунті хлопці й здружилися — більш досвідчений Каррісо розповідав Марадоні про великих футболістів минулого, якими той цікавився.
У середині 1969 року Каррісо познайомив Марадону з Франсіско Корнехо, скаутом «Архентінос Хуніорс» і тренером команди до 14-ти років. На першому перегляді в команду Дієго грав так добре, що Корнехо не повірив у вік Марадони, вирішивши, що той карлик. Корнехо запросив Марадону відвідувати тренування дорослої команди клубу, де Дієго, як і інші юні гравці, подавав м'ячі футболістам. Із цих хлопців Корнехо створив команду «Лос Себольїтас» («Цибулинки»), що була молодіжною командою «Архентінос Хуніорс». Він забезпечив їх формою і майданчиком, де регулярно проходили тренування. Команда підібралася досить сильна: молоді футболісти перемагали всі місцеві юнацькі команди. Лідером «Цибулинок» був Марадона, який володів блискучою технікою, умінням приймати правильні рішення на полі і чудовою фізичною формою, завдяки якій він міг бігати обидва тайми майже не втомлюючись. Ще однією перевагою Дієго було те, що після ударів по ногах він не падав. Франсіско Корнехо казав:
|  | Уже тоді Дієго Марадона вмів робити з м'ячем майже все. Він був схожий на дерев'яну іграшку івана-покивана: скільки його не штовхай, він завжди залишається на ногах |

І це попри те, що Дієго був молодшим за інших гравців команди на три роки. З кожним матчем «Цибулинки» прогресували, регулярними стали перемоги з двозначним рахунком. Апофеозом їхньої гри став матч, що відбувся 28 вересня 1971 року, в якому команда Марадони здобула перемогу над молодіжним складом «Рівер Плейта» з рахунком 7:1. У цій грі Дієго, якому на той момент було лише 10 років, забив 5 голів. При цьому, до початку гри він пообіцяв своєму травмованому партнеру по команді, що заб'є 2 голи за себе і три за нього: «На полі ми нагадували машину. Обігрували всіх навіть з рахунком 20:0. Ми мріяли зіграти проти знаменитих юніорів з „Рівер-Плейта“, які були чемпіонами Аргентини. Нарешті цей матч відбувся. Ми виграли 7:1, і мені вдався приголомшливий гол, а загалом я їх забив, як і обіцяв, п'ять. Треба було бачити, як противник злився і ганяв за мною по всьому полю». Після того матчу про Марадону стали говорити як про майбутню зірку аргентинського футболу, а газета Clarín написала про Дієго замітку, в якій помилково назвала його Карадоною. Команда грала так сильно, що досягла показника 136 ігор поспіль без поразок. Перед грою з молодіжною командою «Банфілда» Дієго серйозно поранив руку, йому наклали сім швів, Корнехо не хотів випускати його на поле, але Марадона умовив тренера і зміг зіграти у матчі, де забив 5 голів, а його клуб переміг 7:1. Разом з виступами у внутрішніх змаганнях, команда брала участь у турнірах в Перу та Уругваї. Крім гри за «Цибулинок» Марадона виступав у перервах матчів «Архентінос Хуніорс», карбуючи м'яч. За це вміння його викликали на телебачення в телепрограму «Sabados Circulares».
Від 12 років Марадона грав за молодіжний склад «Архентінос Хуніорс». Для того, щоб Дієго міг виступати за «Хуніорс», головний тренер команди був змушений приховувати його вік, який був нижче мінімально допустимого. Тому Марадона виступав за «Червоних жуків» під чужим ім'ям. 1973 року молодіжна команда «Архентінос» перемогла у фіналі Кубка Евіти «Рівер Плейт» з рахунком 5:4, у цій грі Марадона забив гол, обігравши сім суперників. Через тиждень після гри, Вільям Кейт, який був президентом «Рівер Плейта», запропонував батькові купити Дієго Марадону, але той відмовив. Наступного року команда виграла чемпіонат дев'ятої ліги Аргентини, вийшовши у восьму лігу. 1975 року клуб домігся відриву від найближчого переслідувача в чемпіонаті на 10 очок, і Дієго відправили до сьомої команди «Архентінос». У сьомий команді він зіграв лише дві гри, і його відразу перевели до п'ятої команди. У п'ятій команді Марадона зіграв 4 матчі і був переведений у третю команду. У третій команді Дієго провів три гри. Після цього Марадону перевели до основного складу «Архентінос Хуніорс».
Попри ці досягнення, сім'я Марадони як і раніше бідувала. У Дієго народилися брати Рауль і Уго, а потім сестра Клаудія. Батько заохочував захоплення сина, кожен день після роботи відводячи його в клуб на тренування, сподіваючись, що він зможе стати знаменитим футболістом і вивести сім'ю зі злиднів: «Батько продовжував працювати на млині. Він завжди приходив з роботи втомлений. Працював у дві зміни — вранці і ввечері. Зерно привозили майже цілу добу, і свіже мливо одразу ж повертали господареві. Однак вдень, пообідавши, він брав мене за руку і відводив до клубу…».

## Кар'єра в Аргентині

### «Архентінос Хуніорс»

#### 1976
20 жовтня 1976 року Марадона за 10 днів до своїх шістнадцятих народин дебютував в основному складі «Архентінос Хуніорс», вийшовши за 10 хвилин до кінця зустрічі під номером 16 у матчі чемпіонату Аргентини. Попри те, що «Червоні жуки» програли той матч клубові «Тальєрес», Марадона відразу показав себе, зробивши кілька проходів, а також організував гольовий момент, не реалізований Хорхе Лопесом, після якого захисникові «Тальєреса» Хуанові Кабрері тренер доручив персонально опікати 16-річного футболіста. Увечері після матчу Марадона сказав: «Цього дня я торкнувся неба руками». Після гри Марадона одержав навіть невеликий гонорар, але найбільшою нагородою стала повага вболівальників, а також відгуки преси:

Молодий гравець Марадона (через десять днів йому виповнюється шістнадцять років), що вийшов на поле наприкінці матчу, помітно посилив напад. Своїм вмінням володіти м'ячем він вирізняється навіть на тлі футболістів з Кордоби, яких справедливо вважають найкращими «технарями» в аргентинському футболі. Однак навіть цей спритник не зміг протаранити залізний захист «Тальєрес», і «Архентінос» мусив поступитися 0:1.

У наступній грі з клубом «Ньюеллс Олд Бойз» Марадона вийшов у стартовому складі. Однак матч вийшов невдалим і для Марадони, і для клубу, який програв 2:4. Після цього молодого гравця на кілька місяців відправили грати за другий склад «Хуніорс». Лише 14 листопада він знову вийшов на поле в матчі основи проти клубу «Сан-Лоренсо», замінивши наприкінці другого тайму Гьякобетті. І тут Марадона проявив свій талант, забивши підряд два м'ячі. Після цього матчу Дієго вже став гравцем основи «Червоних жуків», провівши 11 матчів і забивши 2 голи. Преса схвально відгукувалась про гру молодого футболіста, але сам він казав, що йому ще треба багато чому навчитися.

#### 1977 і 1978
1977 року Сесар Луїс Менотті, головний тренер збірної Аргентини, викликав Марадону на товариський матч зі збірною Угорщини, що проходив 27 лютого. Марадона вийшов за 20 хвилин до кінця зустрічі, замінивши Леопольдо Луке, але нічим особливим себе не проявив. Сам Дієго залишився незадоволений своєю грою в цьому матчі. Дзвінок був несподіваним: до того моменту Марадона провів за основний склад «Хуніорс» лише 12 ігор.

У лютому (тоді мені було шістнадцять років) я дебютував у грі за збірну на знайомому стадіоні «Бока Хуніорс» проти угорців. Мене запросив сам Менотті. Він зателефонував мені: "Марадона, Марадона, це ти? — Перепитав він двічі. — Я ввів тебе до складу на гру з угорцями. Ти приїдеш? "Менотті хитрував, ставлячи це запитання. Він знав, що якщо він покличе до збірної будь-якого аргентинського футболіста, то той відразу прибіжить на збори.

3 квітня того самого року Марадона дебютував у складі молодіжної збірної Аргентини, в складі якої грав на юнацькому чемпіонаті Південної Америки, що відбувся у того самого року у Венесуелі. Там Дієго зіграв усі 3 матчі національної команди. За «Червоних жуків» Марадона також провів хороший сезон, зігравши в 49 матчах і забивши 19 голів. На молодого аргентинського таланта почали «полювати» провідні американські та європейські клуби, але Дієго всім відмовляв, воліючи в спокійних умовах готуватися до чемпіонату світу, на поїздку куди Марадона був одним з кандидатів.
Але на чемпіонат світу Дієго не поїхав: за 13 днів до старту турніру його останнього викреслили з попередньої заявки збірної. Це оголошення викликало в молодого Дієго істерику. Через три дні він навіть зателефонував Менотті додому і благав узяти його на мундіаль, але той відповів відмовою. Марадона казав: «Це була найважча поразка в моєму житті. Бути у чудовій формі, палати з бажання виступити за свою команду і опинитися за бортом — таке неможливо пережити».

Я так і не пробачив Менотті і не пробачу — я дотепер думаю, що він проґавив свою нагоду, — але ненависті до нього я ніколи не відчував. Ненавидіти — не те саме, що не прощати. […] Удома було жахливо. Це було схоже на похорон. Мама плакала, тато плакав, плакали брати і сестри. Вони казали мені, що я найкращий, що мені нема чого турбуватися, бо я встигну зіграти ще на п'яти чемпіонатах. Але всі вони плакали. І це було найгірше. Того дня, найсумнішого в моїй кар'єрі, я заприсягся, що візьму своє. Ногами, серцем, думками я відчував, що я їм всім ще покажу. Я зіграю ще на багатьох чемпіонатах світу.

Можливо Менотті не запросив Марадону на турнір через те, що йому не подобався надзвичайно вибуховий характер гравця. Головний тренер називав його «дикуном» і звинувачував у тому, що він дає інтерв'ю тільки за гроші, за порадою свого імпресаріо. Іншою причиною називали те, що лідер команди Данієль Пассарелла не хотів бачити у складі молодих футболістів, а особливо Дієго. Повернувшись до «Архентінос» з табору збірної, Марадона зіграв матч проти клубу «Чакаріта Хуніорс», у якому забив 2 голи і зробив 2 гольові передачі; його клуб переміг 5:0. Загалом у сезоні Марадона забив 25 голів у 35 проведених матчах, з них 22 голи в Метрополітано, ставши найкращим бомбардиром першості. Після чемпіонату світу, на якому Аргентина здобула свій перший в історії титул, Менотті викликав до табору головної аргентинської команди кількох гравців молодіжної збірної, серед яких був і Марадона. У Насьонале чемпіонату Аргентини Марадона провів 4 гри і забив у них 4 голи.

#### 1979
1979 року Марадона у складі молодіжної збірної взяв участь у чемпіонаті Південної Америки. Там аргентинці посіли друге місце, поступившись лише господарям турніру, збірній Уругваю. На турнірі Дієго провів 5 з 6 ігор своєї команди. Того ж року він, як капітан команди, поїхав на молодіжний чемпіонат світу в Японії. Дебютував на першості 26 серпня в матчі проти Індонезії, який аргентинці виграли 5:0, а два м'ячі забив Дієго. На турнірі аргентинці виграли всі матчі, пропустивши лише 2 голи, ставши найкращою збірною світу, а самого Марадону, який не зіграв лише в 1/4 фіналу з Алжиром і забив в кожній із зіграних зустрічей, крім матчу з Югославією, визнано найкращим гравцем чемпіонату. До того ж у фіналі зі збірною СРСР Марадона забив останній у матчі гол, який остаточно «затвердив» рахунок у грі. На думку Дієго, молодіжна збірна зразка 1979 року була найкращою командою, в якій він грав, за всю його кар'єру.
На клубному рівні Марадона в складі «Архентінос Хуніорс» став найкращим бомбардиром Метрополітана і Насьоналя, забивши 14 і 12 голів відповідно. Після закінчення сезону, в якому його клуб виступив не надто вдало, Марадону визнали Найкращим гравцем і найкращим спортсменом Аргентини, забивши загалом 26 голів у 27 проведених матчах. 2 червня 1979 року Дієго Марадона забив свій перший гол у складі дорослої збірної Аргентини, вразивши ворота Шотландії в товариській грі. Того самого року, в складі збірної, він поїхав на Кубок Америки, де провів 2 гри і забив 1 гол, вразивши ворота Болівії. На цьому турнірі «Альбіселесте» виступила невдало, посівши останнє місце у своїй групі.

#### 1980
Наступного року Марадона знову виявився найкращим бомбардиром обох першостей Аргентини з 25 і 18 голами, що дозволило йому стати єдиним гравцем в історії чемпіонату Аргентини, який 5 разів ставав найкращим бомбардиром чемпіонатів країни. Голи Дієго допомогли його клубові посісти друге місце в Метрополітано. 14 вересня Марадона забив свій сотий гол на професійному рівні, вразивши ворота «Сан-Лоренсо». Однак, надто велика увага преси та постійні відлучення Дієго в збірну погано впливали на ставлення в клубі до Марадони. Половина гравців «Архентінос Хуніорс» не спілкувалася з Дієго, а тренер клубу вимагав голів спочатку в кожному матчі, а потім і в кожному таймі. У жовтні, напередодні матчу клубу з «Бокою Хуніорс», воротар «Боки» Уго Гатті в інтерв'ю сказав, що Марадона непоганий гравець, але ЗМІ занадто роздмухують його значущість, а також назвав Дієго «товстуном». У відповідь Марадона в пресі сказав, що Гатті заздрить і пропускає «дурні голи». Перед грою Гатті підійшов до Дієго і сказав, що нічого подібного не казав, але тому було вже все одно: Марадона, розлючений словами голкіпера, забив 4 голи. Багато хто той матч визнає найкращою грою Дієго в складі «Архентінос Хуніорс». Після гри Марадона очікував схвалення від керівництва клубу, але замість похвали йому сказали: «Для тебе це норма. За голи тобі платять». Після цього Марадона перестав ходити на тренування і став шукати собі новий клуб. Кандидатом на купівлю Марадони був «Рівер Плейт», який запропонував Дієго зарплату, що дорівнювала заробіткові найбільш високооплачуваного гравця команди, Убальдо Фильйоля. Але Марадона не хотів переходити до «Рівер»: в одному з інтерв'ю він сказав, що його запросила «Бока Хуніорс», хоча це було неправдою. Після цих слів, «Бока» почала переговори щодо трансферу нападника. 20 лютого Марадона став гравцем «Боки Хуніорс». Цей перехід названо «трансфером століття». Дієго перейшов у табір «генуезців» на правах оренди з поступовим викупом клубом контракту футболіста на загальну суму 3 млн 600 тис. доларів. Ці гроші «Бока» виплачувала впродовж півтора року. За договором «генуезці» мали заплатити 600 тис. доларів «переїзних» самому Марадоні, але через проблеми команди з фінансами, клуб замість грошових коштів віддав Дієго дві квартири в будинках бізнесмена Тіто Гуровича, в районах Коррея-і-Лібертадор і Републіка-де-ла-Індія.
За збірну Аргентини Марадона в 1980 році провів 10 ігор, у яких забив 6 голів. Найрезультативнішим для Дієго став матч проти Австрії 21 травня, в якому він зробив свій перший і останній хет-трик у футболці національної команди.

### «Бока Хуніорс»

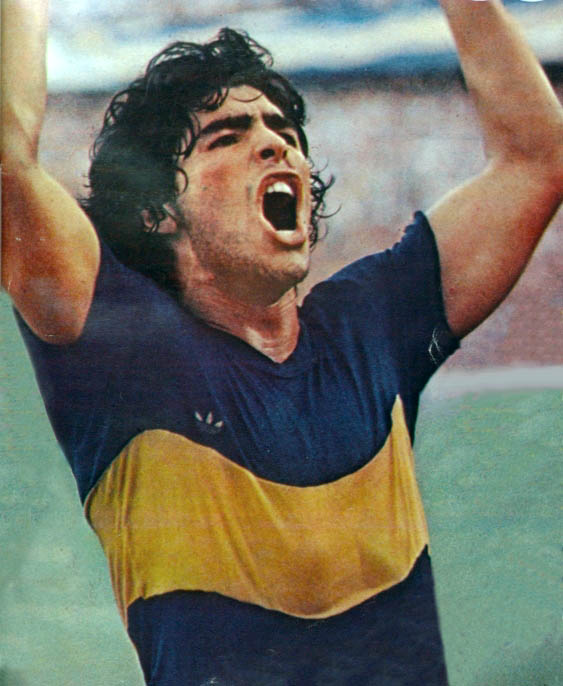
Марадона святкує свій перший гол за «Боку»

З «Бокою» Марадона підписав один з найбільш фінансово вигідних контрактів в аргентинському футболі — йому за рік платили 15 зарплат по 60 тис. доларів, а також 10 тис. за кожен виставковий матч. Також клуб застрахував Дієго — у разі травми «Бока» отримала б 500 тис. доларів. Цей перехід змінив не лише життя самого футболіста, але й побут його сім'ї, яка переїхала до нового просторого будинку. У день підписання контракту Дієго зіграв у товариському матчі «Архентінос Хуніорс» і «Бока Хуніорс», провівши в кожній команді по тайму і забивши гол за «Боку» з пенальті.
Офіційний дебют Марадони у складі «генуезців» відбувся 22 лютого. У матчі з «Тальєресом» клуб Марадони переміг 4:1, а сам Дієго забив 2 голи. І це попри те, що він вийшов на гру з травмою, якої зазнав під час виступу за «Архентінос Хуніорс»: у нього боліли м'язи правої ноги. Попри біль, Дієго продовжував грати за клуб до 8 березня, коли у нього виявили розрив м'язових тканин стегна, через який довелося відмовитися від виступів аж до 29 березня. 10 квітня, через кілька днів після відновлення від травми, Марадона зіграв у своєму першому «Суперкласіко», класичному протистоянні між «Бокою» і «Рівер Плейтом». Гра проходила на Бомбонері; в ній «Бокіта» перемогла 3:0, а Марадона забив один з трьох м'ячів своєї команди (два інших забив Бріндісі), обігравши Фільйоля і Тарантіні.
Того ж таки 1981 року в Марадони стався конфлікт з головним тренером Сільвіо Марсоліні, який не давав тієї свободи в грі, яку форвард мав в «Архентінос». До того ж Марсоліні був дуже вимогливим наставником у всьому, що стосувалося дисципліни і тренувань, що не подобалося Дієго. На думку Марадони, Марсоліні боявся того, що Дієго міг зірватися з ланцюга. Крім того, команда постраждала від фанатського угруповання «12», яке, після чотирьох ігор поспіль без перемог, вломилося зі зброєю на базу команди, вимагаючи поліпшення результатів.

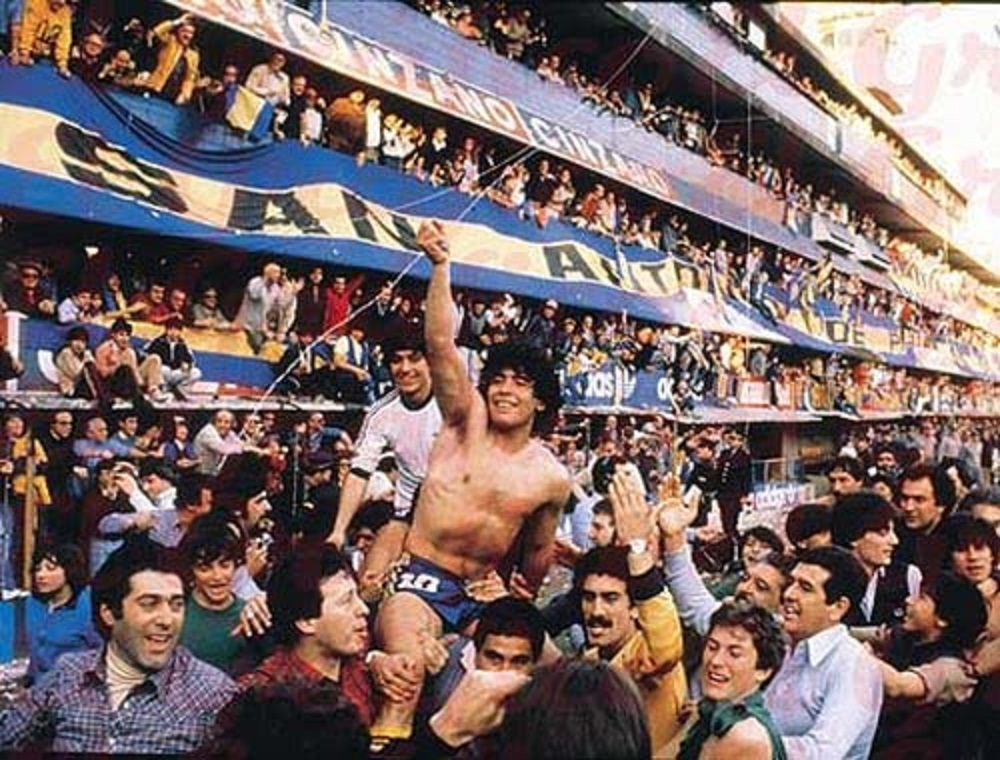
Святкування перемоги в чемпіонаті Аргентини

«Бока» з Марадоною виграла турнір Метрополітано, зігравши в останньому турі внічию 1:1 з «Расінгом»; гол у цій грі забив сам Дієго, реалізувавши пенальті. Після гри з «Рівер Плейт» головний суперник «генуезців» таємно запропонував Марадоні вкрай вигідний контракт, але той відмовив. У турнірі Насьональ «Боку» спіткала невдача: клуб поступився в 1/4 фіналу «Велес Сарсфілду», самого Марадону у першій грі з цією командою вилучили, а в другій він не взяв участі через дискваліфікацію, викликану цим вилученням. Матч проти «Велеса» став останнім для Марадони в складі «Боки» в чемпіонаті Аргентини під час його першого перебування в клубі. Програш пояснювали великою кількістю товариських матчів, які «Бока» змушена була грати через незадовільне фінансове становище клубу. Після однієї з поразок до роздягальні «Боки» зайшов Пабло Аббатанджело, член ради директорів клубу. Він натякнув, що гравці не повністю віддаються на футбольному полі. На це Дієго, в ефірі телепередачі «60 хвилин», назвав Аббатанджело дурнем. У складі збірної Дієго провів кілька хороших матчів у Європі і Південній Америці, але трохи пізніше через надто щільний графік ігор пропустив кілька тренувань, і Менотті відрахував його з команди. Після негативної оцінки цієї події в пресі футболіст і тренер помирилися, хоча ніде крім поля більше не спілкувалися.
Взимку 1982 року на турнірі Верано Марадона провів останні ігри за «Бокіту», оскільки мав зосередитися на підготовці до чемпіонату світу в Іспанії. Останній матч у складі «Боки Хуніорс» футболіст провів 6 лютого 1982 року з «Рівер Плейт», і в ньому «Бока» зазнала поразки. Загалом за клуб він зіграв 40 матчів і забив 28 голів.

#### Чемпіонат світу 1982
Підготовка Аргентини до чемпіонату світу тривала 4 місяці. Вся Аргентина, натхненна перемогою збірної на минулому мундіалі і успіхом юнацької збірної в 1979 році, вимагала від команди перемоги. Чемпіонат для Аргентини стартував 13 червня в матчі з Бельгією; у цій грі аргентинці зазнали поразки з рахунком 0:1. Цей матч став першим для Дієго на чемпіонатах світу. У ньому він поцілив у поперечину ударом зі штрафного. У другій грі Аргентина обіграла Угорщину 4:1; Марадона був найкращим на полі і забив двічі, на 28-й і 57-й хвилинах. У 3-й грі Аргентина обіграла Сальвадор з рахунком 2:0 і вийшла з групи в другий раунд з 2-го місця.
Другий раунд також складався з групової стадії, в ній було 12 команд, які сформували 4 групи, переможці груп потрапляли до півфіналу, решта команд завершували виступи. Аргентина потрапила в групу 3, разом з Італією і Бразилією. У першому матчі другого групового турніру Аргентина зустрілася з Італією і програла 1:2. Проти Марадони персонально діяв Клаудіо Джентіле, який впорався з опікою аргентинця за винятком випадку, коли Дієго поцілив у поперечину. На думку деяких експертів, головний арбітр зустрічі мав видалити Клаудіо, який діяв дуже жорстко з аргентинцем, який всю гру ображав захисника: «Марадона образив мене, мою матір і взагалі сказав мені все». У другому матчі Аргентина програла Бразилії 1:3, а Марадона, який був найактивнішим у складі «Альбіселести», був вилучений на 85-й хвилині з поля після того, як ударив Батісту. Таким чином, Аргентина не виправдала сподівань, покладених на неї до турніру.
Однією з причин невдалого виступу називають пильну увагу з боку захисників, які жорстко, а іноді грубо грали проти Дієго. Саме через це арбітр вилучив Марадону в останній грі з Бразилією, коли той вдарив Батісту, який порушив проти нього правила. На думку Дієго, причиною невдалого виступу команди стала погана фізична підготовка збірної, яка була дуже інтенсивною, тож на турнір аргентинські футболісти приїхали дуже втомленими.

Його так били, що я боявся, його взагалі вб'ють. У Іспанії Марадона був уже зіркою, а проти кожної зірки завжди грають особливо уважно, жорстко, часом грубо. Можливо, він тоді ще не мав досвіду. Він вперше виступав на чемпіонаті світу. І, звісно ж, не чекав, що проти нього гратимуть з такою злістю, і психологічно не був готовий до цього. Особливо жорстко обійшлися з ним італійці, а їх гравець Джентіле грав проти Марадони просто по-звірячому. Рінат Дасаєв про Марадону на чемпіонаті світу 1982.

## Кар'єра в Європі

### «Барселона»

#### 1982/1983

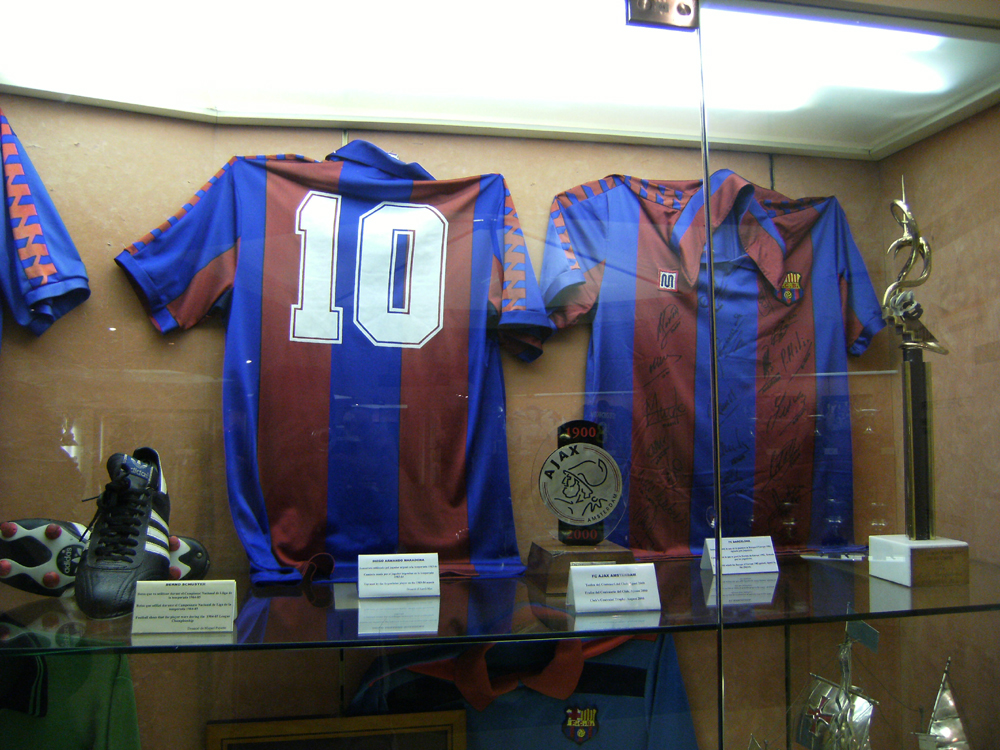
Футболка Марадони в клубному музеї «Барселони»

1982 року Марадона перейшов до каталонської «Барселони», яка заплатила самому Дієго 3 млн доларів «переїзних» та 200 тис. доларів на рік заробітної платні; контракт підписали на 6 років. Сума трансферу становила 1,2 млрд песет (8 млн доларів), із яких 66 % пішли «Архентінос Хуніорс», а решта — «Боці Хуніорс». Цей трансфер став найдорожчим в історії футболу на той момент.
Каталонія зустріла Марадону як справжню зірку футболу: всі газети розмістили на перших шпальтах репортаж про приліт Дієго. Його дебютною грою став матч 4 вересня 1982 року з «Валенсією», в якому «Барса» програла 1:2. Після перших матчів футболіст став справжнім кумиром іспанської публіки, і часто місцеві коментатори, характеризуючи вдалі індивідуальні дії гравців, говорили: «зіграв, як Марадона». Він провів у чемпіонаті Іспанії 15 матчів і забив 6 голів, перш ніж у грудні в нього виявили гепатит. Через цю хворобу Марадона на 3 місяці залишився поза футболом. Без Марадони «Барселона» провела 14 матчів у чемпіонаті і кілька ігор в Кубку Кубків, де «синьо-гранатові» вибули на стадії 1/4 фіналу.
12 березня 1983 року Марадона знову вийшов на поле у матчі з «Бетісом». У цьому матчі «Барселоною» уперше керував новий головний тренер і колишній наставник Марадони у збірній Аргентини, Сесар Луїс Менотті. Його прихід на тренерський місток «синьо-гранатових» Дієго підтримав: колишній головний тренер клубу, Удо Латтек, займався на тренуваннях тільки біговими вправами на витривалість, що зовсім не подобалося Марадоні. У другій грі після повернення Дієго забив три голи у ворота «Лас-Пальмаса». Незабаром після одужання Марадони і призначення Менотті головним тренером «Барселони», клуб домігся перемоги в Кубку Іспанії 1982/83. Загалом у своєму першому сезоні в Європі Марадона провів 35 матчів і забив 23 голи. У чемпіонаті «Барса» посіла четверте місце. У тому самому сезоні Дієго допоміг своєму клубові виграти Кубок іспанської ліги, де забив по голу в кожному з двох матчів у ворота суперника, мадридського «Реала»; а гол, забитий на «Сантьяго Бернабеу», викликав овацію з боку шанувальників «Реала», які оцінили красу моменту, коли Марадона, обігравши двох захисників та воротаря, зробив паузу, внаслідок якої захисник «Королівського клубу» врізався в штангу, і лише після цього забив гол.

#### 1983/1984
Сезон 1983/1984 стартував для Марадони невдало. 24 вересня 1983 року «Барселона» зустрілася в 4-му турі чемпіонату Іспанії з клубом «Атлетік»; у цій грі, яку «Барса» виграла 4:0, футболіст зазнав дуже важкої травми: гравець «Атлетіка» Андоні Гойкоечеа, який весь матч бив Дієго по ногах, на 59-й хвилині зустрічі зламав йому ногу і завдав низки дрібніших травм. Через цей епізод на полі почалася бійка, в якій взяли участь усі представники команд. Марадоні зробили операцію в клініці Барселони в доктора Гонсалеса Адріо, який сказав, що Дієго зможе повернутися на поле тільки через 6 місяців. Потім Дієго проходив період реабілітації в спортивного медика, Рубена Даріо Оліви. Завдяки курсу лікування цього лікаря, 8 січня 1984 року в матчі з «Севільєю» Марадона повернувся на поле, і, зробивши два гольових паси, допоміг своєму клубові виграти 3:1. Попри вдале повернення, після кількох невиразних матчів публіка, що пам'ятала гру до травми, почала його освистувати, у відповідь на це Дієго погрозив їй кулаком, що дуже не сподобалося фанатам «синьо-гранатових». Загалом у сезоні 1983/1984 Дієго провів на полі 23 матчі і забив 15 голів, а «Барселона» посіла лише 3-тє місце в чемпіонаті.
Також «Барса» вийшла у фінал Кубка Іспанії 1984, де їй протистояв «Атлетік», який став чемпіоном Іспанії, з Гойкоечеа в складі, і програла 0:1. Відразу після гри Марадона напав з кулаками на гравця «Атлетіка» Солу, тоді на полі зав'язалася бійка за участю майже всіх гравців команд. Після гри декількох гравців обох клубів дискваліфікували, Марадону, як одиного з призвідників бійки, відлучили від гри на 3 місяці.
Крім футбольних виступів Марадони, дуже велику увагу преса надавала його зарплаті й поведінці поза футболом. До того ж, президент команди, Хосеп Нуньєс, критикував свого гравця за часті відвідини нічних клубів, що дуже злило Дієго. Одного разу Нуньєс навіть забрав паспорт Марадони, щоб не дозволити йому поїхати на прощальний матч Пауля Брайтнера. Паспорт Дієго повернули лише тоді, коли він прийшов до офісу клубу, де зчинив бешкет і розбив Кубок Тереси Еррери. Але на прощальний матч Брайтнера Марадону не відпустили. Внаслідок всіх цих обставин, травм, хвороб і нерозуміння з Нуньєсом Марадона, порадившись з цивільною дружиною Клаудією, вирішив полишити «Барселону». Дієго навіть був готовий викупити у клубу свій контракт. Незабаром каталонській команді надійшла пропозиція з Італії: клуб «Наполі» запропонував викупити трансфер футболіста.
Загалом за два сезони в «Барселоні» Марадона провів 58 матчів і забив 38 голів. У 1999 році на честь сторіччя «Барси» на каталонському телебаченні проведено опитування серед уболівальників, згідно з яким Марадона — третій гравець в історії клубу; його випередили лише Ладислав Кубала і Йохан Кройф. Попри загалом непоганий виступ у складі «синьо-гранатових», Марадона пізніше сказав, що перехід до «Барселони» був помилкою.

### «Наполі»
29 червня 1984 року колишній футболіст і тодішній менеджер клубу «Наполі» Антоніо Юліано розпочав переговори з «Барселоною» щодо переходу Марадони. І вже наступного дня клуби домовилися про трансфер на суму 14 млрд лір (близько 7,6 млн доларів), найбільшу на той момент сплачену футбольними клубами за перехід гравця, і 800 тисяч самому Марадоні, який підписав контракт до червня 1989 року.
Під час першого прильоту Марадони до Неаполя його зустрічав величезний натовп уболівальників. Фанати клубу підняли Марадону на руки і так пронесли його до міста. 5 липня відбулася офіційна презентація Марадони як гравця «Наполі». Вона проходила на стадіоні Сан-Паоло, де зібралося 70 тисяч глядачів, щоб побачити нового гравця, який, стоячи в білій футболці і синіх штанах (офіційні кольори «Наполі»), спочатку виголосив свої перші слова італійською: «Добрий вечір, жителі Неаполя, я щасливий бути з вами», а потім зробив коло пошани, вітаючи фанатів на всіх трибунах: «Це було незабутнє вітання і незабутній для мене день. Я неначе розгортав нову сторінку свого життєпису, а заодно відкривав новий для мене світ».

#### 1984/1985
У складі «Наполі» Марадона дебютував 16 вересня, в гостьовому матчі з «Вероною», що завершився з рахунком 1:3. У другій грі у складі «аззурри» Марадона влучив у ворота клубу «Сампдорія» і перше що зробив, це взяв м'яч з сітки і поцілував його. Згодом це стало традицією — так Марадона святкував усі свої м'ячі. 19 листопада на 84-й хвилині гостьової зустрічі з «Асколі», за рахунку 1:1, Марадона отримав свою першу червону картку у складі неаполітанського клубу. Він штовхнув футболіста «біло-чорних» Енріко Ніколіні. Той впав на газон, схопившись за обличчя. Тоді арбітр вилучив з поля обох гравців. Загалом у першому сезоні з Марадоною «Наполі» грав не дуже вдало: у середині сезону клуб навіть перебував у зоні вильоту із серії A, але після серії вдалих матчів неаполітанська команда виправила становище і посіла 8-ме місце. У тому сезоні Марадона поцілив у ворота 14 разів, ставши найрезультативнішим у команді, що забила загалом 34 голи. Після завершення сезону Марадона сказав, що це була його перша перемога в Італії.

#### 1985/1986
Перед початком сезону 1985—1986 «Наполі» почав зміцнювати склад новими гравцями, до клубу прийшли голкіпер Гарелла, чемпіон Італії у складі «Верони» форвард Джордано і півзахисник Реніка. Двоє останніх потрапили в команду за рекомендацією Марадони. Клуб посів у чемпіонаті 3-тє місце, а також переміг у домашній грі «Ювентус» (який програв у чемпіонаті лише тричі) завдяки єдиному голу Марадони. Того ж року Марадона забив один з найзнаменитіших своїх голів, влучивши у ворота «Верони», чемпіона минулого сезону: він підкинув м'яч у повітря і пробив з 40 метрів, перекинувши його через голкіпера веронської команди Джуліано Джуліані, який вийшов далеко з воріт.

#### Чемпіонат світу 1986

##### Відбіркові матчі
За збірну Аргентини Марадона не грав від часів чемпіонату світу 1982. У 1983 році національну команду Аргентини очолив Карлос Білардо. Першим його кроком стало вручення Дієго пов'язки капітана команди, для чого він особисто приїхав до Іспанії: «Капітан національної збірної. Те, про що я завжди мріяв. Представляти всіх аргентинських футболістів — саме так, усіх. У всіх інтерв'ю я казав, що хочу завершити свою кар'єру капітаном збірної Аргентини». Спочатку новий наставник аргентинців хотів створити команду тільки з гравців чемпіонату країни, а Дієго покликати лише на фінальні ігри. Однак незабаром змінив свою думку і запросив Марадону на товариський матч 10 травня 1985 року з Парагваєм, який закінчився внічию 1:1; у цій грі Дієго забив єдиний м'яч аргентинців.
Відбірковий етап до чемпіонату світу складався з групового турніру. У групі, до якої потрапила Аргентина, також були Венесуела, Колумбія та Перу. Аргентинці починали матчем з Венесуелою в Сан-Кристобалі, під час прильоту туди один з венесуельців підбіг до Дієго і вдарив його ногою в праве коліно, тож Марадона всю ніч пролежав з льодом на нозі, але потім вийшов на матч і забив два голи, а його команда перемогла 3:2. Потім була серія з 3 перемог, яка завершилася поразкою від Перу 0:1. В останній грі, з тим самим Перу, Аргентина зіграла внічию 2:2 і вийшла до фінальної частини чемпіонату світу.

##### Підготовка
У підготовчих матчах до першості світу аргентинців спіткала невдача: збірна зіграла внічию з Мексикою, програла Франції 0:2, виграла з рахунком 1:0 у «Грассгоппера», обіграла Ізраїль 7:2 і зіграла в нульову нічию з клубом «Атлетіко Хуніор».
Після цієї серії ігор Білардо вирішив «побудувати» гру аргентинців навколо Марадони. Це далося йому непросто, Білардо критикували всі, навіть президент країни, здебільшого за те, що він відмовився від традицій аргентинського футболу і зачинив «двері» до збірної перед ветеранами. Дійшло до того, що готувалося рішення про зняття Білардо з посади тренера національної команди, і лише після втручання Марадони, який сказав «якщо Білардо піде — піду і я», рішення скасували. Щоб побудувати гру навколо Дієго, Білардо особисто приїхав до Італії, де тоді грав Марадона: «Я міг би поштою направити Марадоні офіційне запрошення в збірну і квиток до Мехіко, але тоді отримав би чужого мені „італійського“ Марадону, а мені потрібен був справжній аргентинець, захоплений моєю ідеєю, гравець моєї команди». Під час особистої розмови з Марадоною, Білардо сказав, що це буде його чемпіонат, і запропонував йому капітанську пов'язку. Він сказав Марадоні, що його місце не в центрі поля, а за спинами нападників, де той зможе розвивати атаки в будь-якому напрямку. Але все це Білардо пообіцяв за однієї умови: Марадона на 30 днів забуде про все, про свої захоплення і звички заради футболу. Білардо навіть попросив Марадону заприсягтись, що він не порушить режиму: «Раніше, до того як я став капітаном, для мене було головним показати у грі те, на що я здатний. Тепер головне — гра всієї команди». Сам Білардо повністю довіряв Дієго: зокрема на його бажання не взяв до складу національної команди Рамона Діаса, який конфліктував з Марадоною; сам Дієго відкинув ці звинувачення, сказавши, що він сам просив Білардо взяти Діаса, однак той відмовив.
Багато гравців збірної, зокрема Даніель Пассарелла, єдиний у складі чемпіон світу 1978 року, виступали проти передачі капітанства Марадоні, як і деякі посадовці футбольної федерації. Сам Пассарелла вважав, що капітаном збірної повинен стати він. Дійшло до того, що коли Даніель отримав розлад шлунку, він не приймав ліки, побоюючись, що Марадона підсипле йому допінг. Після матчу з «Атлетіко Хуніор», у Марадони з Пассареллою сталася сварка, що вилилася у взаємні звинувачення. Однак після того як Дієго розповів, що Пассарелла зустрічається з дружиною одного з гравців збірної, вся команда стала на бік Марадони. Пассарелла виїхав з табору національної команди, хоча і залишився в заявці збірної на першості світу.
Готуватись до мундіалю Марадона почав у римському Інституті спорту під керівництвом професора Антоніо дель Монте, спеціаліста з адаптації спортсменів до високогір'я, який працював з Марадоною на прохання Білардо. Упродовж 5 тижнів щопонеділка Дієго їздив до дель Монте, де здавав тести, а в інші дні проводив тренування на витривалість.

Я працював не над Марадоною, а з Марадоною. Ба більше, в цій роботі брав участь практично весь факультет. І Марадона був не пасивним клієнтом, а активним, зацікавленим учасником цієї роботи, людиною, яка прагне якомога більше дізнатися про себе. Це дуже чутлива, з тонкою нервовою діяльністю і гострим розумом людина. І ще я б відзначив одержимість, відданість улюбленій справі — футболу. Вже тоді мені здавалося, що Марадона сам здатен перемогти всіх. Завзятість, воля, терпіння зробили свою справу. Я повірив у здібності цього молодика. Низький центр ваги і міцні ноги робили його богатирем на футбольному полі. Еластичність м'язів, міць мускулатури вдало поєднувалися з прекрасною реакцією і надзвичайною витривалістю. У фізичному сенсі його можна порівняти з Аполлоном. У моральному — це Овод, людина, завжди готова битися за перемогу. Такий спортсмен потрібен будь-якій команді. Його маленькі ноги — чудовий механізм. Марадона схожий на автомашину, що володіє потужним мотором і маленькими колесами. Такий автомобіль раніше за інших набуває швидкості. Природа нагородила його здатністю швидко напружувати і розслабляти м'язи, миттєво змінювати напрямок руху. Під час тренувань на футбольному полі в Мексиці я з колегами стежив за всіма його рухами з хронометром, і було видно, що його організм діяв як досконала машина. Жоден футболіст, що брав участь в чемпіонаті, навіть серед звиклих до висоти мексиканців, не зміг перевершити його ні за майстерністю, ні за спортивною формою.

Під час підготовки Марадона присвячував весь свій час футболу, не ходив на вечірки, навіть уникав зустрічей з друзями. За графіком вставав о 8-й і лягав о 10-й, а також виконував щоденний капітанський ритуал: перед сном обходив своїх партнерів по команді і бажав їм на добраніч, вважаючи, що капітан має бути душею команди.

##### Фінальний турнір
Перед самим фінальним турніром Марадона сказав: «Цей чемпіонат буде мій!». Перший матч збірна Аргентини проводила в Мехіко. Спочатку аргентинські футболісти більше відпочивали, ніж тренувалися, вони відвідували місцеві музеї, каталися на верблюдах, поступово акліматизуючись на високогір'ї. Гра відбулася 2 червня, в ній Аргентина досить легко обіграла Південну Корею з рахунком 3:1. Після матчу Дієго звинуватив ФІФА в тому, що ті недостатньо бережуть технічних футболістів і в тому, що ігри починалися о 12-й дня, коли було дуже жарко. У другій грі аргентинцям протистояла Італія, чемпіон світу. Рахунок у матчі відкрили італійці, але на 34-й хвилині Марадона забив гол, який сам Дієго назвав одним з найкращих своїх м'ячів за кар'єру; в результаті гра завершилася внічию 1:1. У третій грі Аргентина перемогла Болгарію з рахунком 2:0 (Марадона зробив гольову передачу) і вийшла в 1/8 фіналу. В 1/8 фіналу Аргентина зустрічалася з Уругваєм, матч проходив 16 червня у місті Пуебла. У цій грі Аргентина перемогла 1:0, завдяки голу Педро Паскуллі. Ця перемога стала першою, здобутої Аргентиною над Уругваєм у фінальних частинах чемпіонатів світу.

##### Матч з Англією
В 1/4 фіналу Аргентина зустрічалася з Англією. Гра мала не лише спортивний підтекст: за 4 роки до чемпіонату світу Аргентина і Велика Британія воювали за Фолклендські (Мальвінські) острови, тому на трибунах і за їхніми межами відбулися зіткнення уболівальників, які пам'ятали ці події. Матч проходив 22 червня на стадіоні «Ацтека» в Мехіко. На 51-й хвилині Марадона відкрив рахунок. Стів Годж невдало відбив м'яч на свого воротаря Пітера Шилтона, і Марадона, який поступався голкіперу зростом на 20 см, своєю лівою рукою, випередивши воротаря, забив його у ворота. Арбітр зустрічі порушення правил не зафіксував. Цей гол викликав бійку на трибунах: англійці напали на аргентинців. Після гри Дієго сказав: «Я не торкнувся м'яча, це була рука Бога».
В Італії, вже після закінчення матчу, цей гол Марадони назвали «Ручкою Піоли», на честь голу, який забив Сільвіо Піола у ворота англійців 13 травня 1939 року. Після голу англійці стали буквально «полювати» за Марадоною, особливо старалися центральні захисники Террі Бутчер і Террі Фенвік. Через кілька хвилин після першого голу Дієго забив гол, обігравши послідовно 6 англійських гравців: Гері Стівенса, Пітера Ріда, Стіва Годжа, Террі Бутчера, голкіпера Пітера Шилтона і Террі Фенвіка. Пізніше, у 2002 році, цей гол назвали найкращим в історії чемпіонатів світу. Головний тренер збірної Англії Боббі Робсон після гри сказав: «Це був гол з області фантастики». Сам Марадона повідомив: «Мені сподобався цей гол. Але це був лише один гол. Ним не завоюєш чемпіонат…». Наприкінці гри англійці відіграли один м'яч, а гра завершилася на користь Аргентини 2:1. Марадону за гру в цьому матчі охрестили «Мікеланджело від футболу».

Для нас, для країни, яку ми представляли, гра з Англією була фінальною. Ми захищали не просто честь збірної, але честь країни. Звичайно, до матчу ми казали, що футбол ніяк не пов'язаний з війною за Мальвінські острови, але ми знали багатьох хлопців, які загинули там, підстрелені, як птахи. Це була помста. Наче ми відвоювали кілька островів. У передматчевих інтерв'ю всі ми казали, що футбол і політику не можна змішувати, але це була брехня. Ми не могли не думати про це. […] Для нас перемога означала більше, ніж просто виграш, вихід в наступне коло і виліт Англії з чемпіонату. Якоюсь мірою ми звинувачували англійських футболістів за все, що сталося, за всі страждання аргентинського народу. Це почуття було сильнішим за нас: ми захищали кольори прапора, загиблих хлопців і тих, хто вцілів. Думаю, тому-то мій гол так багато значив. Власне, обидва голи. В обох була своя принадність.

Через рік після чемпіонату світу, 8 серпня 1987 року, Марадона взяв участь у матчі, присвяченому сторіччю англійської футбольної ліги у складі збірної решти світу. За цей матч Дієго заробив 100 тис. фунтів стерлінгів. Гра проходила на Вемблі, і коли Марадона отримував м'яч, на трибунах проносився незадоволений гул. Після гри Марадона сказав: «Я не звинувачую публіку. Те, що часом відбувалося, результат недобросовісної роботи низки журналістів…». Ще через 20 років Дієго сказав: «Руки Бога ніколи не існувало. Бог дійсно тоді допоміг нам, але той м'яч я забив рукою». Через 22 роки після голу Марадона вибачився за свій вчинок: «якби я міг повернутися в минуле і змінити історію, то я б це зробив. Зараз я можу тільки попросити вибачення за свій вчинок. Що сталося, те сталося, Аргентина стала чемпіоном світу, а я став найкращим футболістом планети».

##### Півфінал і фінал
Перед півфінальними матчами майже всі газети писали, що переможцем може стати одна з двох збірних: або Аргентина, ведена Марадоною, або Франція, чемпіон Європи, де виблискував Мішель Платіні. Перед півфінальній грою Марадона висловив сподівання, що захисники бельгійців не стануть застосовувати проти нього заборонені правилами прийоми. Гра завершилася з рахунком 2:0, а Марадона, який став найкращим гравцем зустрічі, забив обидва голи своєї команди, другий з яких після проходу, обігравши 4 гравців команди Бельгії. Одразу після фінального свистка голкіпер бельгійців Жан-Марі Пфафф швидко добіг до центру поля, де перебував Марадона, і обмінявся з ним футболками. Гі Тіс, головний тренер збірної Бельгії, сказав: «Якби Марадона грав за нашу команду — то ми б вийшли у фінал. Але про таке доводиться тільки мріяти».

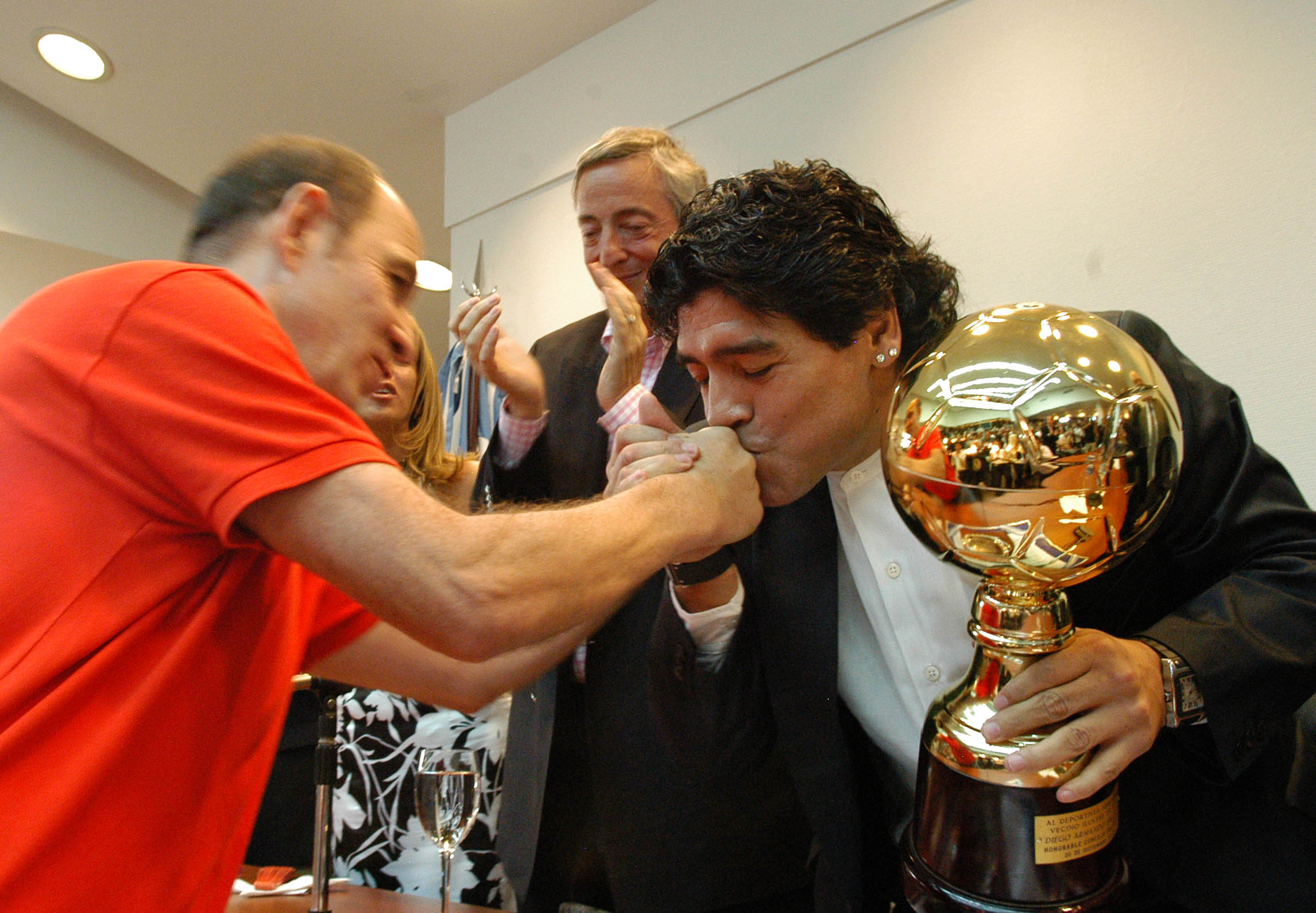
Марадона і Рікардо Бочині

Фінал чемпіонату світу проходив, як і матч з Англією, на стадіоні «Ацтека», на висоті 2350 метрів над рівнем моря. Тренер німців Франц Бекенбауер доручив персональну опіку Марадони Лотарові Маттеусу, який вже на 21 хвилині 5 разів збив свого підопічного, а зі штрафного, заробленого на 5-му фолі, коли арбітр показав Маттеусу жовту картку, було відкрито рахунок: з пасу Батісти забив Браун. На початку другого тайму аргентинці повели з рахунком 2:0 — відзначився Вальдано, який завершив атаку, розпочату Марадоною. Німці змогли знайти в собі сили зрівняти рахунок, двічі вразивши ворота Пумпідо після кутових, проте потім на 85-й хвилині забив Бурручага, якому пас в один дотик з центрального кола на вихід на ворота віддав Марадона. Гра завершилася з рахунком 3:2, а в післяматчевому інтерв'ю Марадона сказав, що перемогу в цій грі завоювали всі 11 футболістів, і що він, навіть за рахунку 2:2, був упевнений у перемозі своєї команди. Відразу після фіналу вболівальники аргентинців прийшли до матері Дієго і закидали її будинок квітами, всю ніч танцюючи танго під вікнами і підносячи хвалебні гасла на адресу Марадони і його сім'ї. Коли на святкуванні перемоги Аргентини в Білардо спитали: «чи могла Аргентина вийти у фінал без Марадони», то він сказав:

Марадона — футболіст екстракласу, але він невіддільний від колективу команди. За двома аспектами Марадона неповторний: за працьовитістю і дисципліною. Він постійно був прикладом для товаришів по команді. Він першим виходив на тренування і останнім його закінчував. Він завжди спокійний і терплячий на полі. А головне, Капітан збірної Аргентини виявився на подив найбільш дисциплінованим гравцем у команді. Він відмінний товариш. Його стосунки з футболістами, тренерами, обслуговчим персоналом бездоганні. Марадона не лише Геній індивідуальної гри. Його яскраві виступи на полі не можуть затьмарити блискучих колективних дій заради інтересів команди. Як у всіх великих майстрів, у Марадони високо розвинене почуття розуміння партнерів, чудове мистецтво пасу. При цьому навіть найбільш напружені моменти матчів, коли від втоми або хвилювання у когось із гравців аргентинської збірної не виходила гра, Марадона жодного разу ні словом, ні жестом не показав свого невдоволення товаришами.

Хорхе Вальдано, партнер Марадони по збірній, казав: «А знаєте, чому ми перемогли в Мексиці? Тому що у нас в команді було 20 нормальних гравців і один — ненормальний. Цей ненормальний і виграв нам чемпіонат». Сам Дієго казав: «Перед початком чемпіонату світу 1986 року стан команди був катастрофічним. Ми програвали товариські матчі не найсильнішим клубам. Білардо давав настанови, яких ніхто не розумів. Після його настанов доводилося комусь ще перекладати нам його слова. Запитайте у Вальдано, якщо не вірите. Він виходив на поле і не знав, що має робити. Те саме стосується і Буруччаги. Тож заслуги Білардо в тому, що альбіселесте завоювали титул чемпіонів світу, немає. Все робили гравці, а я сам грав так, як вважав за потрібне».
Повернувшись зі збірною до Буенос-Айреса, Дієго зустрівся з президентом країни Раулем Альфонсином. Вони вдвох вийшли на балкон «Рожевого будинку» і вітали тисячі людей, які заповнили Травневу площу. Завдяки своїй грі Марадона отримав «Золотий м'яч» як найкращий гравець чемпіонату світу (1989 року сам трофей викрадено з будинку Дієго в Неаполі). Він також став найкращим за кількістю гольових пасів і показником «гол+пас».

#### 1986/1987

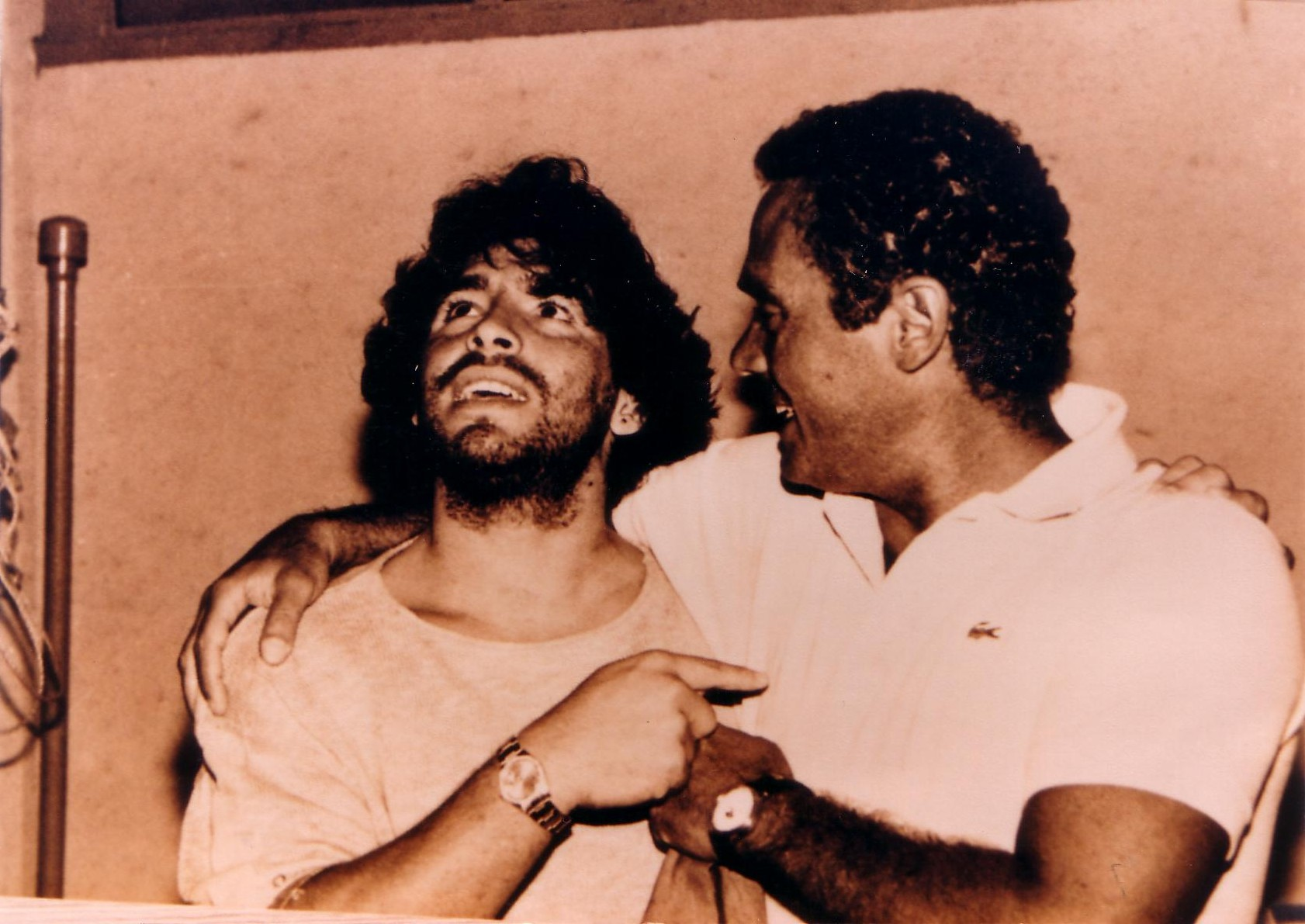
Марадона і Джанні Ді Марсіо

Влітку 1986 року Марадону хотів купити новий президент клубу «Мілан» Сільвіо Берлусконі, який запропонував заробітну платню вдвічі вищу, ніж платили в «Наполі», а також шикарну машину, квартиру в найпрестижнішій частині Мілана й частку в компанії Берлусконі, «Фінінвесте», однак Дієго відмовив «россонері», перепідписавши контракт з «Наполі» з підвищенням заробітної плати до 5 млн доларів на рік. Також президент «Наполі» йому подарував автомобіль Феррарі F-40, який на той момент був єдиним у світі. У те саме міжсезоння до складу «аззурри» перейшов півзахисник збірної Італії Фернандо Де Наполі. У першому турі чемпіонату 1986—1987 «Наполі» завдяки єдиному голу Марадони переміг «Брешію», але вже в наступному турі програв «Удінезе», команді, позбавленій 9 очок на старті турніру за участь у договірних матчах. Перед 7-м туром чемпіонату «Наполі» перебував на другому місці в турнірній таблиці й грав у гостях з «Ромою», єдиний гол у матчі забив Марадона, пробивши з 10 метрів після пасу Джордано. Після цієї перемоги, а також завдяки нічиїй «Ювентуса», який поділив очки з «Інтером», неаполітанський клуб вийшов на перше місце в серії A: «Ця перемога зняла з нас психологічний вантаж. Ми відчули себе в змозі обіграти будь-якого суперника».
11 листопада «Наполі» зустрічався в Турині з «Ювентусом», чемпіоном Італії і своїм головним переслідувачем, і переміг 3:1, програючи під час матчу. Після цього матчу «аззуррі» стали лідерами чемпіонату Італії. У передостанньому матчі першого кола «Наполі» програв «Фіорентині» 2:3 (Марадона забив другий гол своєї команди) через помилку на останніх хвилинах голкіпера Гарелли, але в наступному матчі обіграв «Асколі» й став зимовим чемпіоном серії A. У середині сезону у «аззуррі» відбувся спад, який збігся зі спадом Марадони в грі: аргентинець не міг протягом 620 хвилин (6 матчів) вразити ворота суперників. У 22-му турі, в матчі з «Ромою», зіграному внічию, Марадона зазнав невеликої травми, через що кілька днів не тренувався. У 23-му турі неаполітанський клуб програв «Інтеру» 0:1, а Марадона не зміг реалізувати вихід один на один. Потім була нічия з «Емполі» і розгром від «Верони», у матчі, де Марадона, який виступав з травмою, не забив пенальті. Однак після матчу з «Вероною» Марадона сказав: «Саме зараз, після цієї поразки, я як ніколи впевнений — чемпіоном стане „Наполі“! У кожної команди в чемпіонаті повинен бути найгірший матч! Ми його зіграли сьогодні. Але такого більше не станеться. І зрештою, у нас в запасі цілих два очки!».
Однак вболівальники продовжували висловлювати невдоволення. За 4 тури до фінішу Дієго повідомив: «За останній час я зрозумів, що Неаполь більше мене не любить. Що ж, коли вичерпується любов, значить, очікує розлучення». Після цього неаполітанська публіка розділилася: одні підтримували Дієго, інші йому дорікали в «дитячості». 26 квітня «Наполі» переміг «Мілан» (2:1), вирішальний м'яч забив Марадона, ця перемога практично відкрила дорогу неаполітанському клубу до «скудетто», який вони виграли два матчі по тому після нічиї з «Фіорентиною». Після закінчення сезону Марадона продовжив контракт з «аззуррі» на 5 років.

#### 1987/1988

Дієго Марадона у формі «Наполі». 1988 рік.

Влітку «Наполі» грав товариський матч на домашньому стадіоні з аргентинським клубом «Росаріо Сентраль» і програв 0:1, а Марадона за 3 хвилини до кінця зустрічі не забив пенальті, після чого його до фінального свистка освистували неаполітанські тифозі. Після гри Марадона сказав:

Публіка нічого не зрозуміла. Вона не бажає проявляти розуміння і витримку. Позавчора я казав: команда тільки починає підготовчий етап і результати пробних ігор не мають особливого значення. Реакція глядачів викликала в мені гіркоту і розчарування. Втім, від 1989 року вони більше мене освистувати не зможуть, оскільки, як тільки закінчиться контракт, я звідси поїду.

Однак кілька днів по тому футболіст зазначив, що його думка була імпульсивною і поспішною, а в першій офіційній грі сезону на трибунах «Наполі» вболівальники вивісили величезний банер з написом: «Марадона! Ми тебе любимо! Ти вічно наш!». У те саме міжсезоння в клуб прийшов новий нападник, бразилець Карека, і відразу знайшов взаєморозуміння на полі з Марадоною, ці два гравці разом з італійцем Джордано сформували знамениту трійку нападу «MaGiCa» (Maradona, Giordano і Careca).
Після 12 турів клуб набрав 21 очко, програвши лише «Пізі», але в 13-му турі їх розгромив головний переслідувач, «Мілан», з рахунком 1:4. А в наступному матчі в Кубку Італії «Наполі» програв «Фіорентині» з рахунком 2:3. В наступних матчах «аззуррі» почали вигравати. У перших 19 турах «Наполі» набрав 87 % очок. Лише у 26-му турі клуб програв «Ювентусу», а потім зіграв внічию з «Вероною». 1 травня «Наполі» зустрічався з «Міланом», який відставав від суперника на 1 очко і програв 2:3, а один з м'ячів ударом зі штрафного забив Марадона. А потім Дієго зазнав травми і в останніх матчах не грав. «Наполі» завершив чемпіонат на 2-му місці. Однак самого Дієго звинувачували менше за всіх: аргентинець став найкращим бомбардиром чемпіонату з 15 голами. Попри це, у пресі з'явилися звинувачення, що неаполітанський клуб «здав» кілька ігор через тиск з боку структур, які контролювали тоталізатор, однак це не було доведено.

#### 1988/1989
Сезон 1988/1989 став не надто вдалим для Марадони — він пропустив кілька матчів через травму коліна і хворобу спини. Вперше він вийшов на поле в третьому турі, і з ним у складі «Наполі» переміг «Пескару» з рахунком 8:2, а два з восьми голів забив сам Дієго. Однак і без нього клуб, який радикально змінив склад, поповнившись гравцями Алемао, Джуліано Джуліані і Лукою Фузі, знову посів 2-ге місце, на 11 очок відставши від чемпіона, міланського «Інтера». У чемпіонаті Марадона забив лише 9 голів і тричі відзначився в Кубку УЄФА, який клуб виграв, частіше підігруючи партнерам, ніж забиваючи самостійно. У тому ж сезоні неаполітанський клуб вийшов у фінал Кубка Італії, але програв у ньому «Сампдорії» з загальним рахунком 1:4, а Марадона з 7 голами став найкращим бомбардиром своєї команди в турнірі.
У середині сезону надійшло запрошення від марсельського «Олімпіка», чий президент, Бернар Тапі, запропонував Марадоні заробітну платню вдвічі вищу, ніж той отримував у «Наполі», і віллу з парком розміром 6000 квадратних метрів. Напередодні фіналу Кубка УЄФА президент «Наполі», Коррадо Ферлаїно, погодився відпустити Дієго в Марсель, якщо клуб виграє цей турнір. Після перемоги в турнірі, Ферлаїно підійшов до Марадони і сказав: «Ти не продаєшся. Я просто хотів тебе мотивувати».

#### 1989/1990
У сезоні 1989/1990 Б'янкі на тренерському посту «Наполі» замінив Альберто Бігон. Марадона через травму не міг грати на початку сезону, і його місце у складі зайняв Джанфранко Дзола. Без Дієго в складі неаполітанський клуб у перших трьох матчах здобув лише 1 очко. Проте пізніше футболіст відновився від травми і повернувся в склад, чим допоміг клубу виграти друге за 5 років скудетто. Марадона забив у турнірі 16 голів, ставши третім снайпером після Марко ван Бастена і Роберто Баджо. Дзола згодом згадував, що якби він не стикнувся з Марадоною, то точно не став би згодом таким футболістом. Для юного Джанфранко Дієго виконував роль старшого брата, від якого він багато чому навчився.
У тому ж сезоні клуб виграв Суперкубок Італії, у фіналі якого команда Марадони обіграла з рахунком 5:1 «Ювентус».

#### Чемпіонат світу 1990
Після переможного чемпіонату світу 1986 року збірна Аргентини перестала показувати високі результати. На Кубку Америки 1987 року команда посіла лише 4-те місце, попри гру Марадони, який, виступаючи з тендинітом привідних м'язів, забив 3 з 5 голів національної команди, включаючи перший м'яч турніру, 27 червня на 47-й хвилині матчу з Перу. У списку найкращих бомбардирів Марадона лише одним м'ячем поступився найкращому снайперові Кубка, колумбійцеві Арнольдо Ігуарану. У 1989 році Аргентина посіла 3-тє місце, а сам Марадона, сильно стомлений (за сезон він провів 50 ігор) і з травмованою задньою поверхнею стегна, не забив жодного гола. За кілька місяців до мундіалю Марадона навіть повідомив, що відмовиться від участі у світовій першості, якщо не буде добре підготовлений.

##### Фінальний турнір

Марадона у грі групового етапу ЧС-1990 проти Камеруну

За кілька днів до турніру в Марадони відшарувався ніготь на правій нозі. Через це він не міг бігати і тренуватися. 3 червня в інституті Даль Монте у Римі на ніготь Дієго накладено захисний лубок з карбонового волокна. Вже наступного дня Марадона провів повноцінне тренування.
Фінальний турнір чемпіонату світу 1990 розпочався для Аргентини 8 червня матчем з Камеруном на стадіоні Сан-Сіро, і в першій грі Аргентина програла 0:1. На думку Марадони, причиною поразки став той факт, що Клаудіо Каніджа не вийшов у стартовому складі національної команди, а інші форварди були «незабивними». Іншою причиною поразки Дієго назвав грубу гру камерунців, особливо Бенджаміна Массінга, що діяв персонально проти Марадони. Другий матч, проти збірної СРСР, проходив у Неаполі, рідному місті клубу Дієго. Аргентина перемогла 2:0, причому після удару Олега Протасова Марадона вибив м'яч з лінії воріт рукою, однак арбітр зустрічі не помітив епізоду. У третій грі, яка також проходила в Неаполі, Аргентина зіграла внічию з Румунією 1:1 (Дієго зробив гольову передачу) і вийшла з групи з третього місця завдяки більшій кількості набраних очок у порівнянні з іншими командами, що посіли треті місця в своїх групах. У грі з Румунією Марадона отримав болючий удар по щиколотці лівої ноги, тож в останніх матчах грав на знеболювальних уколах.
В 1/8 фіналу Аргентина зустрічалася з Бразилією, за яку грали партнери Дієго по «Наполі» — Карека і Алемао. Більшу частину матчу бразильці мали колосальну перевагу і тільки завдяки везінню і другому воротареві аргентинців Гойкоечеа їхні ворота залишилися недоторканними (неодноразово м'яч після ударів бразильців потрапляв у каркас воріт), але на 81-й хвилині Марадона зробив свій фірмовий прохід, обігравши кількох гравців збірної Бразилії, перебуваючи в оточенні трьох суперників, Дієго зміг, падаючи, вивернути ногу і віддати точну передачу між ногами супротивника на Клаудіо Каніджу, який, у свою чергу, забив переможний гол. На стадії 1/4 фіналу Аргентина перемогла в серії післяматчевих пенальті Югославію, при цьому Марадона свій пенальті не забив.
У півфіналі аргентинці зустрічалися з господарями турніру, італійцями, які до цього виграли всі матчі на турнірі. Гра проходила в Неаполі. Напередодні матчу Дієго дав інтерв'ю, в якому сказав: «Мені не подобається, як тепер закликають неаполітанців бути італійцями і підтримувати збірну. Неаполь завжди був відірваний від решти Італії. Це місто завжди страждало від несправедливого расизму». Після інтерв'ю глава вболівальників «Наполі», Дженнаро Монтуорі сказав: «Ми будемо підтримувати Італію, поважаючи при цьому Аргентину і аплодуючи їй». На самій грі висіли плакати з написами: «Дієго в серцях, Італія в наших піснях», «Марадона, Неаполь любить тебе, але Італія — наша Батьківщина». Гра завершилася внічию 1:1, а в серії післяматчевих пенальті виграли аргентинці. Переможний пенальті забив Марадона. Після гри, в місці базування команди, невідомий зірвав прапор Аргентини, що привело Дієго в лють.
У фіналі Аргентина програла команді ФРН з рахунком 0:1 після небезсуперечного пенальті, забитого німцями. У цій грі Марадона запам'ятався тим, що отримав останню жовту картку на турнірі. Причиною невдалого виступу Дієго у фіналі називали гру Лотара Маттеуса, який персонально діяв проти Марадони. Коли матч закінчився, Марадона розплакався на полі. Післяматчеве нагородження закінчилося скандалом: Марадона відмовився потиснути руку президентові ФІФА, бразильцеві Жуау Авеланжу, вважаючи, що той спеціально підлаштував так, щоб аргентинці не виграли. За свою гру на мундіалі Дієго отримав «Бронзовий м'яч» як третій гравець чемпіонату світу.
11 жовтня, через кілька місяців після завершення чемпіонату світу, Марадона оголосив:
Я більше не буду грати за збірну. Я довго обдумував це рішення і зробив свій вибір. Він ранить мене, але я залишаю пост капітана в улюбленій команді, я змушений це зробити. Мені брехали, мене виживали з команди. Жуау Авеланжа під час візиту до Аргентини зустрічали як короля, ніби нічого не сталося. […] На довершення всього Хуліо Грондона написав лист Віолі, президентові «Роми», з вдячністю за те, як він до нас ставився, і ще казна-за що. Значить я, Руджері, Хіусті, Браун — ми всі ідіоти?! Вони навіть не звернули увагу, як погано до нас ставилися в Італії! Грондона — віце-президента ФІФА, але, коли в нас вкрали перемогу у фіналі, він палець об палець не вдарив! Попри весь біль від такого рішення, незважаючи на те, що мені дуже подобається бути капітаном збірної, я йду.

#### 1990/1991
Після чемпіонату світу 1990 Марадона звільнив свого агента Гільєрмо Копполу і призначив нового, Маркоса Франкі. Футбольний сезон розпочався позитивно — «Наполі» виграв Суперкубок Італії. Після цього Марадона провів 24 матчі, в яких забив 10 голів. У Кубку Європейських чемпіонів неаполітанська команда зіграла невдало, програвши в серії пенальті, після двох «сухих» матчів, московському «Спартаку»; при цьому на вирішальну гру Дієго прилетів не разом з командою, а на день пізніше на приватному літаку. 17 березня 1991 року, після матчу 25-го туру чемпіонату Італії з «Барі», який виграно 1:0, футболіста обрано до числа гравців, які мали пройти тест на допінг. Перевірка показала наявність в організмі Дієго кокаїну. Італійська федерація футболу ухвалила рішення про дискваліфікацію Марадони на строк 15 місяців. Адвокати спробували оскаржити вердикт, проте апеляційний комітет залишив рішення в силі. 24 березня, за кілька днів до дискваліфікації, Марадона провів свій останній матч за «Наполі»: його клуб програв з рахунком 1:4 «Сампдорії»; єдиний м'яч неаполітанців забив Дієго з пенальті.
На думку Марадони, аналізи були підроблені завдяки втручанню президента італійської федерації футболу, Антоніо Маттаррезе, який помстився Дієго за поразку збірної Італії від збірної Аргентини на чемпіонаті світу 1990. Сам Марадона стверджував, що хоча і вживав наркотики, але завжди самостійно проводив допінг-тести, щоб напередодні ігор у нього в організмі не залишалося жодного сліду від прийнятих препаратів.
1 квітня Марадона вирішив повернутися в Аргентину, заявивши, що хоче присвятити весь свій час сім'ї, і що він втомився від футболу. 26 квітня в будинку Дієго на вулиці Франклін в районі Кабальїто Марадону з двома друзями заарештовали за зберігання наркотиків: у нього виявили 36 грам кокаїну. Наступного дня, після сплати застави 20 тис. песо, Марадону звільнили з-під варти. До початку судового процесу суддя Амелія Беррас де Відаль наказала Дієго пройти курс реабілітації. На думку Дієго, всю процедуру затримання ініціювала влада Аргентини. У вересні 1991 року Марадона заочно засуджений в Італії на 14 місяців умовного ув'язнення за виявлений в підвалі його будинку кокаїн.
Під час процесу реабілітації, який мав допомогти Дієго позбутися тривалої залежності (вперше він спробував наркотики ще під час гри за «Барселону»), Марадона вирішив брати участь у різноманітних благодійних матчах. 3 серпня 1991 року Дієго провів матч на користь лікарні Фернандеса. Він повинен був грати в матчі, присвяченому пам'яті Хуана Хільберто Фунеса, футболіста, який помер 11 січня; у хвилину смерті Марадона був з ним. Однак 15 квітня ФІФА надіслала факс президенту AFA Хуліо Грондоне, в якому не схвалювала можливість гри Марадони в матчі і вказала, що через його участь до інших гравців можуть бути застосовані певні санкції, згідно чинних правил. Однак футболісти, які взяли участь у цій грі, ухвалили одноголосне рішення про присутність Дієго на полі, для чого обслуговувати матч запросили арбітрів, які не є членами AFA, а сама організація, таким чином, самоусунулася від організації матчу. Щодо поведінки ФІФА Марадона сказав: «Ніхто в Аргентині не буде плакати за Блаттером, Авеланжем та іншими чиновникам після їх смерті». 27 лютого 1992 року Марадона зіграв матч, всі збори від якого пішли дітям-інвалідам. У місті Посадас Дієго провів гру, збори від якої пішли місцевій лікарні. Також Марадона грав у міні-футбол у телепрограмі «Ритми ночі».

### «Севілья»
1 липня 1992 року завершилася 15-місячна дискваліфікація Марадони. «Наполі» хотів знову бачити гравця у своєму складі, однак Дієго бажав залишити Італію та зіграти в клубі, який би не ставив перед собою великих завдань у турнірах. Він сказав: «Мій час у „Наполі“ безумовно пройшов, і неаполітанці навряд чи так вже зрадіють моєму поверненню». А після приходу на пост головного тренера команди Клаудіо Раньєрі, який сказав, що поки він тренує «Наполі», Марадона не приїде в Неаполь навіть туристом, Дієго твердо вирішив покинути команду. Пішли переговори про перехід Марадони в «Севілью» або марсельський «Олімпік». У результаті справа вирішилась на користь іспанського клубу, який першим запропонував 7,5 млн доларів за перехід форварда. 22 вересня Марадона став гравцем «Севільї». Цей трансфер став можливим, багато в чому, завдяки головному тренерові клубу, Карлосу Білардо, який дуже хотів бачити Дієго в складі своєї команди. Президент «Севільї» сказав: «Я розумів, що Марадона вже не той і до того ж перебуває не в найкращій формі, але запросив його заради вболівальників. І нехай це влетіло в копієчку, зате я вважав себе найщасливішим з людей. Збулася мрія — у моїй команді грав Марадона».
У складі клубу футболіст дебютував 28 вересня в товариському матчі з «Баварією», в якому його клуб переміг 3:1, а Дієго зробив гольову передачу. 4 жовтня 1992 року Марадона зіграв перший офіційний матч за «біло-червоних» у 5-му турі чемпіонату Іспанії з «Атлетіком», проти якого аргентинець, за 8 років до цього, виступаючи у складі «Барселони» зіграв останній матч в іспанській футбольній першості; у цій грі Дієго віддав гольовий пас, а його клуб виграв 2:1. Під час виступу за «Севілью» Дієго страждав від старої травми коліна, тому кілька матчів йому довелося провести на знеболювальних уколах.
Напередодні гри 13 червня 1993 року з клубом «Реал Бургос» до Дієго підійшли керівники клубу і сказали, що хочуть звільнити Білардо і призначити на його місце Марадону як граючого тренера, але Дієго відмовив їм: «Ні! Ви з глузду з'їхали. Білардо привів мене в команду, я тут через нього. Я можу бути ким завгодно, але не зрадником, сеньйори». Також він розповів Білардо про цю розмову. У перерві матчу з «Бургосом» Дієго, який грав травмованим, попросив замінити його, однак Білардо наполіг на продовженні гри — лікар команди зробив йому 3 протизапальних уколи. На 53-й хвилині Білардо замінив Марадону, що викликало гнів аргентинця, який публічно образив тренера, а потім влаштував розгром в роздягальні команди. Наступного дня Білардо прийшов до Марадони, який плакав другий день поспіль, і сказав, що Дієго не повинен був так робити, після чого почався скандал, який закінчився тим, що Білардо штовхнув Марадону, який у відповідь одним ударом збив його з ніг. Через кілька днів Дієго приїхав до Білардо, і тренер вибачився. Попри це, керівництво «Севільї» ухвалило рішення вилучити Марадону з команди. На думку Дієго, Білардо взяв у цьому участь. Матч з «Бургосом» став останнім для Марадони у біло-червоній футболці «Севільї». Загалом за андалусців він зіграв 29 матчів і забив 7 голів. Команда Марадони закінчила чемпіонат на 7-му місці.

## Останні роки кар'єри

### «Ньюеллс Олд Бойз»
1993 року Марадона повернувся в аргентинський футбол, 9 вересня підписавши контракт з клубом «Ньюеллс Олд Бойз». Спочатку він хотів повернутися в «Архентінос Хуніорс», однак після погроз від уболівальників клубу з вимогою виплатити 50 тис. доларів Дієго волів переїхати в більш спокійний Росаріо. 13 вересня 1993 року пройшло перше тренування Марадони у складі «червоно-чорних»; на нього зібралося понад 40 тисяч осіб. 10 жовтня він дебютував у складі клубу в матчі з «Індепендьєнте», в якому його клуб програв 1:3; Дієго забив єдиний гол своєї команди, вразивши ворота ударом п'ятою. 2 грудня 1993 року в матчі з «Ураканом» Марадона зазнав невеликого розриву м'яза на лівій нозі, через який був на 2 тижні звільнений від тренувань. Під час відсутності Дієго тренер «Ньюеллс» Хорхе Рауль Соларі, який запросив Марадону, був звільнений. Його місце зайняв Хорхе Кастельї, стосунки якого з Дієго не склалися. Причиною цього стали домовленості футболіста з Соларі, на які Кастельї не погодився. Останнім матчем Марадони за клуб стала гра з «Васко да Гамою» 26 січня 1994 року. 1 лютого контракт футболіста з клубом було розірвано. Загалом за «Прокажених» Дієго провів 5 офіційних матчів.
2 лютого 1994 року Марадона напав з пневматичною гвинтівкою на журналістів і фотокореспондентів, які робили репортаж біля його будинку в Морено. За це його засудили на 2 роки умовно і змусили відшкодувати моральний і фізичний збиток постраждалим журналістам.

### Чемпіонат світу 1994

#### Відбіркові матчі
Після свого повернення у футбол Марадона зіграв 2 матчі за збірну Аргентини. Головний тренер Альфіо Басіле не довіряв Дієго, який не провів жодного матчу у відбірковому турнірі до чемпіонату світу 1994, граючи лише в товариських матчах. Без нього аргентинська команда виступала невдало. Після поразки з рахунком 0:5 Колумбії Басіле, 23 вересня 1993 року, офіційно попросив Марадону повернутися до табору національної команди, яка готувалася до вирішальних матчів відбірного етапу з Австралією. З допомогою Марадони, який у першій грі зробив гольову передачу, Аргентина виграла із загальним рахунком 2:1 і кваліфікувалася у фінальний турнір. Через 18 років після цих двох зустрічей, Дієго заявив, що за велінням президента асоціації футболу Аргентини Хуліо Грондоні, напередодні другої гри гравцям збірної дали спеціальну каву, що містила допінг, після чого ті «бігали набагато більше»; ба більше, Грондоні зміг зробити так, що після закінчення зустрічі не було допінг-тесту.
На стадії підготовчих матчів Марадона знову потрапив у неприємну історію: Японія, куди полетіла збірна на товариську гру, відмовила Дієго у візі через проблеми з наркотиками. 20 квітня, в товариському матчі з Марокко, Марадона забив гол за збірну, вперше з 21 травня 1990 року.

#### Фінальний турнір
Перша гра збірної Аргентини у фінальному турнірі першості світу відбулася 21 червня з Грецією. У ній аргентинці виграли з рахунком 4:0, а Марадона, зігравши в «стінку» з Фернандо Редондо, забив у цій грі свій останній м'яч на чемпіонатах світу. Після гри він сказав: «Присвячую цей матч скептикам, які стверджували, що я вже ні на що не здатний. Хотів би почути, що вони скажуть сьогодні». Другу гру Аргентина знову виграла, перемігши Нігерію з рахунком 2:1, при цьому вирішальний м'яч забито з пасу Марадони. Після гри Дієго пройшов тест на допінг. Перед останньою грою в групі з Болгарією Марадоні повідомили, що його тест дав позитивний результат на 5 речовин: ефедрин, норефедрин, псевдоефедрин, норпсевдоефедрин і метилефедрин. Дискваліфікація Марадони становила 15 місяців.
Без Дієго Аргентина програла два матчі, що залишилися. Після гри з Болгарією Редондо сказав Марадоні: «Я шукав тебе, шукав тебе на полі і не міг знайти… Я шукав тебе весь матч». Стосовно допінгу Дієго сказав, що ці речовини перебували в його ліках від грипу і краплях у ніс, які йому купив у США його особистий лікар, Даніель Серріні, і що самостійно заборонені препарати він не приймав. Після дискваліфікації Дієго сказав свою знамениту фразу: «У мене відрізали ноги». Матч з Нігерією в Бостоні став останнім матчем Марадони у складі збірної Аргентини. Загалом у футболці національної команди він провів 91 матч і забив 34 голи.

## Тренерська кар'єра
Дискваліфікація Марадони тривала 15 місяців, аж до 15 вересня 1995 року. Вона поширювалася тільки на футбольні виступи Дієго, а тому він почав шукати собі клуб, де міг би проявити свої адміністративні здібності. 3 жовтня 1994 року Марадону призначено, разом з Карлосом Френом, головним тренером клубу «Мандію». У дебютному матчі, під керівництвом Дієго, «Мандію» програв клубові «Росаріо Сентраль» з рахунком 1:2; при цьому сам Дієго керував клубом з ложі почесних гостей, бо на той момент не мав тренерської ліцензії. Через два місяці після початку роботи Освальдо Крус, один з власників клубу, прийшов в роздягальню і образив гравців. Марадона прогнав його, сказавши, що тільки тренери можуть перебувати в роздягальні. Крус його запитав: «А ти хто такий»? Після цього Дієго побив Круса і 6 грудня подав заяву про свою відставку. За час роботи Марадони клуб провів 12 зустрічей, з яких виграв одну, 6 звів унічию і 5 програв. Найкращим результатом клубу в той період стала нічия з «Рівер Плейт». Відразу після звільнення з «Мандію» Марадона змінив свого представника Маркоса Франкі на Гільєрмо Копполу, з яким вже працював за кілька років до цього. 6 січня 1995 року Марадону з Френом найняв клуб «Расінг» з Авельянеди. У цьому клубі Дієго пропрацював 4 місяці, за цей час «Расінг» провів 11 матчів, з яких виграв два, 6 звів внічию і 3 програв.

### «Бока Хуніорс»
Після невдалого тренерського дебюту Марадона висловив бажання розпочати роботу граючим тренером клубу «Бока Хуніорс». Але проти цього існувало дві обставини: перша — головним тренером клубу був Сільвіо Марсоліні, якого керівництво клубу не хотіло звільняти, друга — «генуезці» не могли дати Марадоні заробітну платню, до якої він звик під час своїх виступів. Обидві ці обставини Дієго вирішив сам: він відмовився від спроб перейти на посаду тренера команди, а також погодився на те, що його заробітну платню оплачуватимуть кілька бізнесменів-шанувальників «Боки» на чолі з Едуардо Еурнекяном. Марадона віддав перевагу контрактові з «Бокою» перед контрактом з бразильським «Сантосом», куди його кликав Пеле, який запропонував Дієго посаду граючого тренера. Також керівництво клубу пішло назустріч Дієго і, на його прохання, купило Клаудіо Каніджу. Після підписання контракту Марадона почав старанно займатися, щоб набрати форму. Одночасно він зіграв невелику роль у фільмі «El día que Maradona conoció a Gardel». Також 18 вересня 1995 року Марадона в Парижі організував «Міжнародну асоціацію футболістів-професіоналів», куди увійшли Ерік Кантона, Джордж Веа, Джанлука Віаллі, Джанфранко Дзола, Лоран Блан, Томас Бролін, Раї, Чиро Феррара і Мішель Прюдомм.
Офіційне повернення Марадони у футбол відбулося 30 вересня в Сеулі, де «Бока Хуніорс» зустрічалася з Південною Кореєю і перемогла 2:1. Того самого тижня Марадона провів конференцію в Оксфордському університеті, розповів студентам про своє життя і новостворену асоціацію професійних футболістів. 15 жовтня 1995 року Марадона забив свій перший гол після дискваліфікації, принісши «генуезцям» перемогу з рахунком 1:0 над своєю колишньою командою, «Архентінос Хуніорс». Першу Апертуру після повернення Марадони «Бока» провела невдало: клуб посів лише 4-те місце, а сам Дієго забив лише 3 голи в 11 зустрічах. При цьому частину матчів він пропустив через травму, а за відсутності Дієго клуб набрав лише 1 очко з 12 можливих. Лише після повернення Марадони в гру «Бокіта» стала вигравати. Після невдалого виступу в клубі змінився і президент, і тренер. Попри це, Марадона висловив бажання повернутися до складу збірної Аргентини, за яку він раніше відмовився виступати, тому що «про це просить народ». Його підтримав і президент Аргентини Карлос Менем. 1996 року керівництво «Боки» ухвалило рішення призначити на пост головного тренера Карлоса Білардо, колишнього наставника Марадони в збірній. Спочатку Марадона погрожував піти з клубу, якщо його очолить Білардо, але потім підтримав наставника. У тому ж сезоні в клуб прийшов новий президент, Маурісіо Макрі, з яким у Дієго сталося кілька сутичок, включаючи публічну суперечку на радіо. В Апертурі «Бока Хуніорс» посіла 5-те місце, а в загальній таблиці — 4-ту позицію. Сам Марадона в тому сезоні не демонстрував високого рівня гри: він провів 13 матчів і забив 2 голи, а в грі з «Расінгом» не забив пенальті, який став 5-м поспіль 11-метровим, який він не реалізував. Він сказав: «Я знищений… Хочу померти». Після цього Дієго зіграв ще один матч, 11 серпня з «Естудіантесом», і потім сам відмовився виступати за клуб. Він не виходив на поле протягом 11 місяців. У серпні, вже після завершення виступів, Марадону виправдав суд після звинувачень у тому, що той підмінив свою баночку з сечею баночкою Альберто Варгаса, у якого був виявлений допінг.
Влітку 1996 року Гільєрмо Коппола повідомив, що гравець уклав контракт на суму 20 мільйонів доларів з одним із японських клубів, однак угода не відбулася через законодавство країни, яке забороняє в'їзд у неї будь-якій особі, викритій у зберіганні, використанні чи перевезенні наркотичних засобів.
Того самого року Марадона був активним учасником кампанії «Сонячне світло без наркотиків», організованій урядом Аргентини: «Я зробив це для дітей. Наркотики існують скрізь, і я не хочу, щоб вони захопили дітей». У серпні 1996 року Марадона вирушив у Швейцарію, в клініку Беллеле, де хотів пройти курс лікування від кокаїнової залежності: «Я хочу повністю очиститися від цього зла. Я повинен зробити це заради моїх доньок. Лікарню в Швейцарії рекомендував мені мій приятель. Лікуватися в Аргентині собі дорожче: лікарі тільки вимагають гроші і не приносять жодної користі». Там Дієго провів 10 днів. Після цього Марадона повернувся на батьківщину, по дорозі взявши участь у виставковій грі в Канаді.
Восени 1996 року Марадона створив фонд, який мав фінансово підтримувати «Бока Хуніорс». У жовтні в будинку Марадони виявлено 500 грам кокаїну. У грудні Марадона висловив бажання змінити Карлоса Білардо на посаді тренера «генуезців». Також 29 грудня він взяв участь у благодійній грі, всі кошти від якої пішли паралізованому гравцеві Пабло Форлану. У січні 1997 року Дієго провів переговори з клубом «Барселона (Ґуаякіль)», у якому збирався виконувати роль граючого тренера. Того ж місяця він заявив, що можливо виступатиме за уругвайський «Пеньяроль». Однак клуб з Монтевідео відмовився від ідеї запрошення аргентинця.
У лютому 1997 року Дієго відкрив мережу ресторанів громадського харчування «Maradona Sports Cafes». 7 квітня 1997 року Дієго потрапив до лікарні з дуже високим артеріальним тиском, який піднявся під час його участі в чилійській телевізійній програмі «Viva el Lunes» (Живемо в понеділок) на Canal 13.
22 квітня 1997 року Марадона підписав новий контракт з «Бока Хуніорс» попри те, що за кілька місяців до цього відмовився його продовжувати. Для того, щоб набрати форму, Дієго найняв тренером відомого легкоатлета Бена Джонсона, якому виплачував по 1000 доларів на день. 9 липня Марадона, вперше після довгої перерви вийшов на поле в товариському матчі з клубом «Ньюеллс Олд Бойз» і забив гол ударом зі штрафного. 13 липня Дієго вперше після тривалої перерви вийшов в офіційній грі, в якій «Бока» перемогла «Расінг» з рахунком 3:2, а Дієго взяв участь у всіх трьох голах своєї команди. Цей матч почався з 20-хвилинним запізненням через фотокореспондентів, які не бажали йти з поля, щоб сфотографувати Дієго. У липні почався страйк футболістів-професіоналів Аргентини, який Дієго не лише не підтримав, але й назвав «ідіотським», принісши вибачення від імені всіх гравців чемпіонату країни. У тому ж сезоні Марадона наполіг на купівлі «Бокою» Мартіна Палермо, який згодом став найкращим бомбардиром в історії команди.
24 серпня він зіграв у матчі, в якому «Бокіта» перемогла «Архентінос Хуніорс» 4:2, а сам Дієго, реалізувавши пенальті, забив 150-й гол у чемпіонатах Аргентини. Після цієї гри Марадона здав аналіз на допінг, який дав позитивний результат на метилекгонін і бензоїлекгонін, метаболіти кокаїну. Його дискваліфікували до повторного аналізу, який, пізніше, також дав позитивний результат. У червні Дієго звернувся в поліцію, з твердженням, що він сам нічого не брав і його спеціально отруїли. Ба більше, за місяць до матчу, в якому був виявлений допінг, Марадоні почали надходити дзвінки, з погрозами «підкинути» йому наркотики. Пізніше Дієго поклявся своїми доньками, що не вживав допінг. Суддя Клаудіо Бонадіо підтвердив, що такі погрози щодо Марадони мали місце, і постановив не вводити санкцій щодо Дієго, аж до перевірки ДНК, яка дали позитивний результат аналізів. Також він наказав Марадоні здавати аналіз на допінг після кожного матчу.
У першій грі після відміни дискваліфікації Марадона забив гол, вразивши ворота «Ньюеллс Олд Бойз» з пенальті. Восени 1997 року, на свій день народження, Марадона оголосив, що остаточно полишає футбол. Вивчення ДНК Дієго не було завершене через невелику кількість генетичного матеріалу, який АФА направила в Primer Centro Argentino de Inmunogenética (Перший аргентинський центр імуногенетики). Через неможливість перевірки, і через те, що у Дієго не вперше виявлено наркотик, Бонадіо дав дозвіл на застосування до Марадони відповідних порушенню санкцій, попри те що до моменту ухвалення рішення Марадона завершив професійну кар'єру.
Попри те, що Марадоні дали дозвіл на виступ, він через травму, якої зазнав у грі Суперкубка Лібертадорес 1997 з «Коло-Коло», не міг виступати протягом місяця. Дієго знову вийшов на поле 25 жовтня 1997 в грі, в якій «Бока» перемогла принципового суперника, «Рівер Плейт», з рахунком 2:1. У цій грі тренер замінив Марадону після перерви на Хуана Рікельме через рецидив травми. Цей матч став останнім для Марадони, який він провів на професійному рівні. 30 жовтня, на свій 37-й день народження, Марадона оголосив про завершення кар'єри.

## Стиль гри
Марадона володів відмінною технікою, застосовував різні нефутбольні прийоми: підкидання, перекидання, катання м'яча, які виконував на дуже високій швидкості, завдяки чому обводив багатьох суперників. Також Дієго мав дуже точний пас і відмінний удар з лівої ноги з гри і зі штрафних, який він тренував з дитинства. При цьому Дієго міг бити з будь-яких положень і забивати голи на будь-який смак.
Марадона мав дуже добре бачення поля, завдяки чому міг віддавати гольові паси нападникам у клубі та збірній. Він виділявся своєю спрямованістю на боротьбу: навіть втративши м'яч він «патронував» суперника, поки м'яч не повернеться до його команди.
Також Дієго вирізнявся надзвичайною здатністю утримувати рівновагу й добре розвиненими м'язами ноги, що дозволяло йому залишатися на ногах після ударів по них. Вирізняла Дієго і координованість тіла.
Техніка Марадони стала прообразом дриблінгу Роналдінью, який був «зачарований усім, що той робив».
На думку Арріго Саккі, завдяки Дієго всі команди, в яких він виступав, починали грати у футбол набагато вищого рівня.
Більшість кар'єри Марадона провів у бутсах PUMA King. Співпраця Марадони з компанією PUMA почалася напередодні Кубку світу 1982 року, а до 30-річчя перемоги збірної Аргентини на Кубку світу 1986 року PUMA представила нову модель класичних футбольних бутс King Maradona Super, які випущені обмеженим тиражем і славлять талант Марадони. Традиційно, бутси представлені у чорному кольорі з білими елементами дизайну. На устілці розташована схема ривка Марадони, коли він забивав другий гол англійцям. Усередині бутс короткий надпис - «Гол століття. 29 червня 1986 року. 114600 глядачів. 11 дотиків. 6 опонентів. 2 бутси Puma King. 1 Дієго Марадона».

## Життя і діяльність (1998—2008)

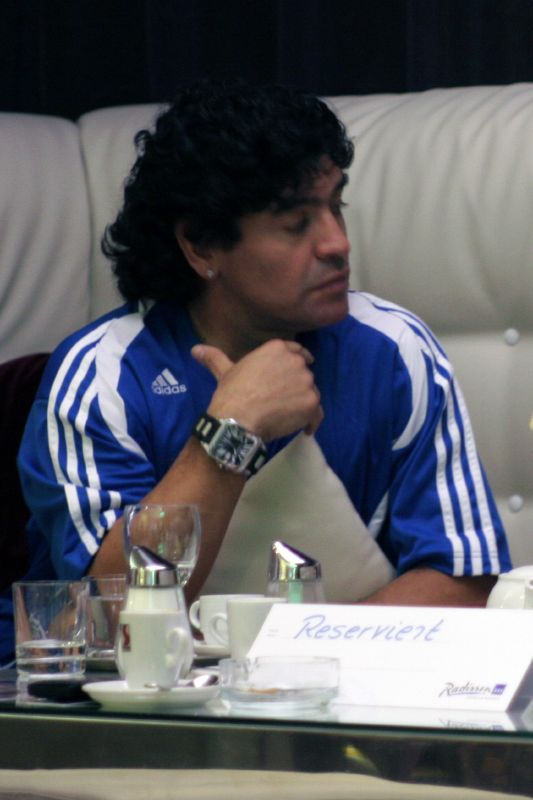
Марадона на чемпіонаті світу 2006

У лютому 1998 року Марадона взяв участь у виставковому матчі клубу «Карека», який створив його колишній партнер по «Наполі». У березні 1998 року, вже завершивши футбольну кар'єру, Марадона одержав пропозицію підписати контракт з клубом «Ньюеллс Олд Бойз», який тренував його друг Серхіо Батіста. Однак Дієго відмовився через фінансові проблеми з позашлюбним сином. Також сподівалася залучити до свого складу Марадону парагвайська «Олімпія». Остаточно завершивши кар'єру гравця, Марадона зайнявся іншою діяльністю, працюючи спортивним коментатором, зокрема коментував матчі чемпіонату світу 1998 для каналу Tele America, віце-президентом Комісії клубу «Бока Хуніорс» і експертом у спортивних програмах. Цей етап його життя був затьмарений проблемами зі здоров'ям, пов'язаними з вживанням наркотиків. При цьому Дієго прагнув вилікуватись від наркотичної залежності, відвідуючи клініки в Аргентині та на Кубі.
Влітку 1998 Марадона провів переговори з англійським клубом «Крістал Пелес», претендуючи на посаду тренера команди. Того самого року він провів переговори з іспанським клубом «Бадахос».
У лютому 1999 Марадона пообіцяв Дієго Латорре, що поб'є його, після того, як футболіст показав непристойний жест шанувальникам «Боки Хуніорс», за яку він грав. У грудні 1999 року Марадона став радником збірної Лівії, відмовившись одноосібно очолити команду. У вересні 2000 року Марадона надрукував книгу «Yo soy el Diego» («Я Дієго»), в якій розглянув всю свою біографію і кар'єру, а також розповів про витоки своєї наркотичної залежності.

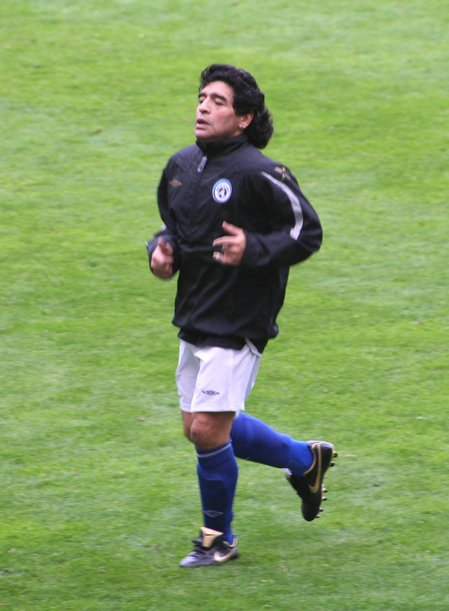
Марадона в матчі Showbol

У січні 2000 Марадону помістили в санаторій Кантегріль під час перебування в уругвайському місті Пунта-дель-Есте, де він проводив вечірку в компанії торговця наркотиками. Він потрапив у лікарню з гіпертензивним кризом і серцевою аритмією. Його представник, Гільєрмо Коппола заявив, що це було пов'язано не з наркотиками, а через нервове перенапруження. Проте в його крові і сечі виявили сліди кокаїну, за що Дієго постав перед уругвайським правосуддям. Оскільки наркотиків особисто у нього знайдено не було, то обвинувачення не було пред'явлено. Після виходу з клініки 18 січня, Дієго поїхав на Кубу, оселившись у закритій клініці Ель-Квінке за 700 км від Гавани, де пройшов курс лікування та реабілітації.
10 листопада 2001 Марадона, вперше після тривалої перерви, вийшов на поле в матчі між збірною Аргентини і збірною світу, в складі якої виступали Енцо Франческолі, Ерік Кантона, Давор Шукер, Хуан Роман Рікельме, Карлос Вальдеррама, Рене Ігіта та інші гравці. Цей матч став прощальним для Дієго, який перший тайм провів за збірну країни, а другий за збірну світу. Гра завершилася на користь Аргентини 6:3, а Марадона забив 2 голи. Після гри він виголосив одну зі своїх найвідоміших фраз: «Я помилився і заплатив за помилку. Але м'яч бруднити не можна!». На честь Дієго з ротації номерів збірної навічно був вилучений номер 10. Пізніше ФІФА змінила це рішення.
2002 Дієго знову коментував матчі чемпіонату світу для мексиканського каналу Televisia і транснаціонального Direct TV. Керівництво Японії навіть зняло заборону на в'їзд Дієго. Влітку 2002 року Дієго випустив диск, головний хіт на якому називався «Рука Бога», всі доходи від якого пішли в лікарню для знедолених дітей Педро Елісальде.
У квітні 2004 Марадона знову потрапив до лікарні з діагнозом серцевий напад. Проблеми з серцем були посилені його підвищеною вагою та наркозалежністю, тому після виписки з лікарні його 9 травня помістили в клініку, де він пройшов курс детоксикації. Вилікувавшись Дієго сказав: «Я пам'ятаю, в одному фільмі — „Небеса можуть зачекати“ — людина вмирає, опиняється в якомусь тунелі, але там починає протестувати, вважаючи, що її смертний час ще не прийшов. Ось у такому тунелі побував і я. І побачив у ньому вболівальників „Рівер Плейт“, „Сан-Лоренсо“, „Расінга“, „Уракана“, „Індепендьєнте“…». Через 3 місяці Марадона попросив через суд дати йому можливість переїхати на Кубу. Це було пов'язано з тим, що Дієго не міг залишити лікарню без згоди родини, яка здійснювала опіку над ним, згідно з рішенням суду. Крім цього, Елена Бортірі, адвокат сім'ї Марадони, скористалася статтею 152 Цивільного кодексу Аргентини, і частково позбавила Дієго правоздатності через його наркоманію; відповідно до цієї статті, сім'я повинна була стати опікуном хворого на наркоманію і піклуватися про нього. Дієго був змушений звернутися до президента країни, Нестора Кіршнера, щоб той допоміг йому вилетіти на Кубу. Зважаючи на те, що його прохання не було виконано, Марадона продовжив курс лікування на батьківщині. У грудні 2004 року Марадона, спізнившись на літак, влаштував разом з друзями погром у залі для VIP-персон аеропорту Ріо-де-Жанейро.

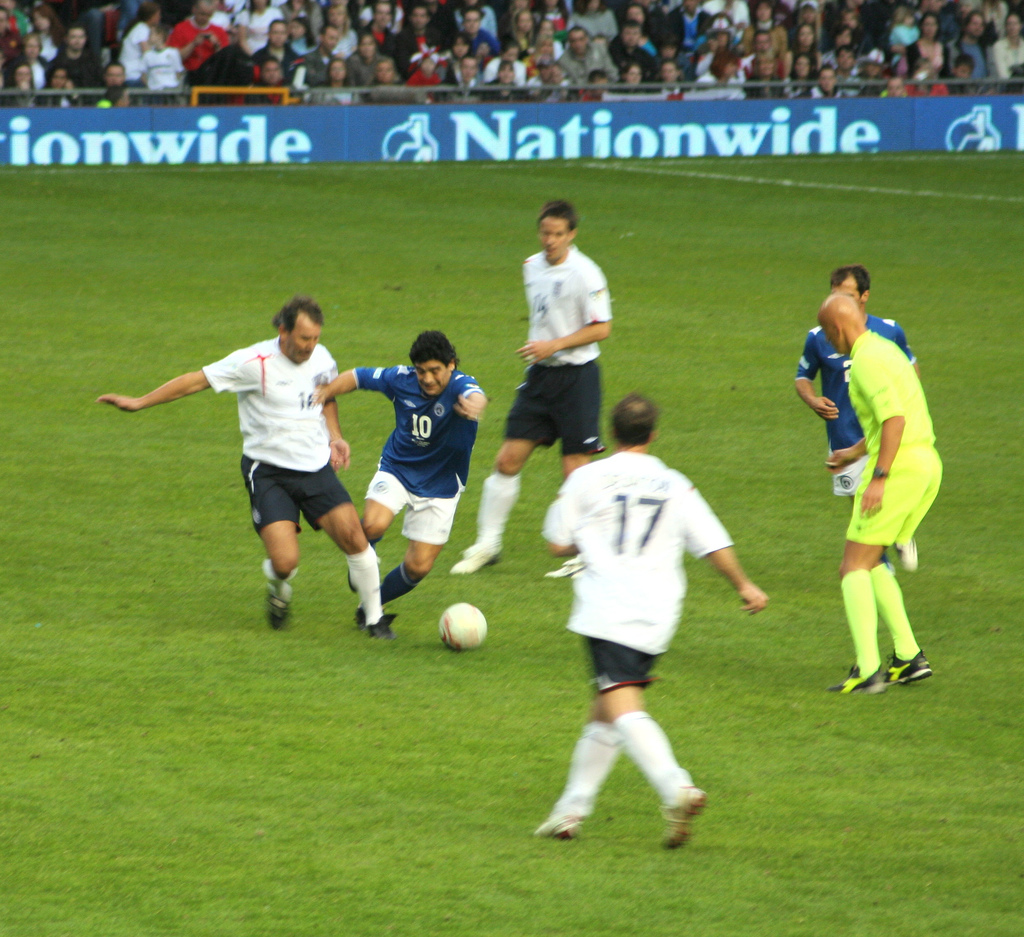
Марадона в матчі Showbol

Через довге перебування в лікарні Марадона сильно набрав вагу: до лютого 2005 року він важив близько 120 кг. У березні того ж року, в клініці міста Картахена йому поставили скобу, що зменшує пропускну здатність шлунка і усуває з процесу травлення частину тонкого кишечника. Завдяки операції й суворій дієті Марадона за кілька місяців скинув понад 50 кг.
Влітку 2005 року Марадоні запропонували вести ток-шоу «Ніч десяти» на Каналі 13. Дієго провів у ролі ведучого перший ефір 15 серпня. На цю програму Марадона запросив Пеле. Також у програмі було кілька інтерв'ю, включаючи кубинського лідера Фіделя Кастро, і чемпіона світу з шахів Анатолія Карпова, який зіграв з Дієго «живими шахами». 7 листопада вийшла остання програма; її учасником став боксер Майк Тайсон. Телепрограма здобула премії Clarín Espectáculos 2005, як «Найкраща розважальна програма»; Дієго отримав приз як «Персона року». Крім цього Марадона взяв участь у танцювальній програмі для італійського каналу RAI, від якої відмовився через давні проблеми з італійським законодавством і необхідність двічі на тиждень літати в Італію.
Від 22 червня 2005 року до 26 серпня 2006 року Марадона займав пост віце-президента ради клубу «Бока Хуніорс». Одним з його дій стало лобіювання на посаду головного тренера команди Альфіо Басіле. Також Марадона грав у команді ветеранів «Боки» і благочинних матчах Soccer Aid, які були турніром з варіації міні-футболу Showbol. Влітку 2006 року Марадона знову, як і за 4 роки до того, працював телекоментатором, коментуючи матчі чемпіонату світу, для каналу Telefe.
17 березня 2007 року багато аргентинських ЗМІ повідомили про його смерть, нібито в автокатастрофі, але інформація не підтвердилась.
28 березня 2007 року Марадона потрапив у клініку Гюемес через надмірне вживання алкогольних напоїв. Йому був поставлений діагноз — сильна інтоксикація організму. Він перебував у клініці до 11 квітня. За іншою версією, Дієго лікувався від гепатиту, викликаного вживанням алкоголю. Через два дні після виписки, у Дієго стався рецидив, і він був госпіталізований в лікарню Матері Терези де Калькути в провінції Есейса з дуже низьким артеріальним тиском і болями в області живота. Пізніше його перевезли в Санаторій де лос Аркос у Буенос-Айресі, де йому поставили діагноз — цироз печінки. Там Дієго перебував до 21 квітня, поки не вирішив лягти в психіатричну клініку Авріль. Після двох тижнів перебування в клініці, 6 травня він вийшов з лікарні. При цьому, поки Дієго перебував у Аврілі, почали поширюватися чутки про його смерть.

## На чолі збірної Аргентини
Своє бажання очолити збірну Аргентини Марадона висловлював ще 1998 року. У 2002 році він знову повторив своє прохання, при цьому погодившись працювати безкоштовно, але йому знову відмовили.
17 жовтня 2008 року, після того як Альфіо Басіле подав у відставку через особисті мотиви, Марадона знову висловився про своє бажання очолити збірну Аргентини. 28 жовтня він зустрівся з Хуліо Грондоною, президентом аргентинської футбольної асоціації, який запропонував йому очолити національну команду. 4 листопада Марадона офіційно став тренером збірної. Його помічниками стали Карлос Білардо, який офіційно обіймав посаду технічного директора, Педро Трольйо, Серхіо Батіста і Алехандро Манкусо, які займалися безпосередньо тренуваннями команди, а також Фернандо Сіньйоріні, яка займалася фізичною підготовкою збірної на чемпіонатах світу 1986 і 1990 років. Тактику на матчі розробляв сам Марадона, а також Ектор Енріке, партнер Дієго по збірній 1986 року. Першим рішенням Марадони на посаді тренера національної команди стало призначення на посаду капітана Хав'єра Маскерано.

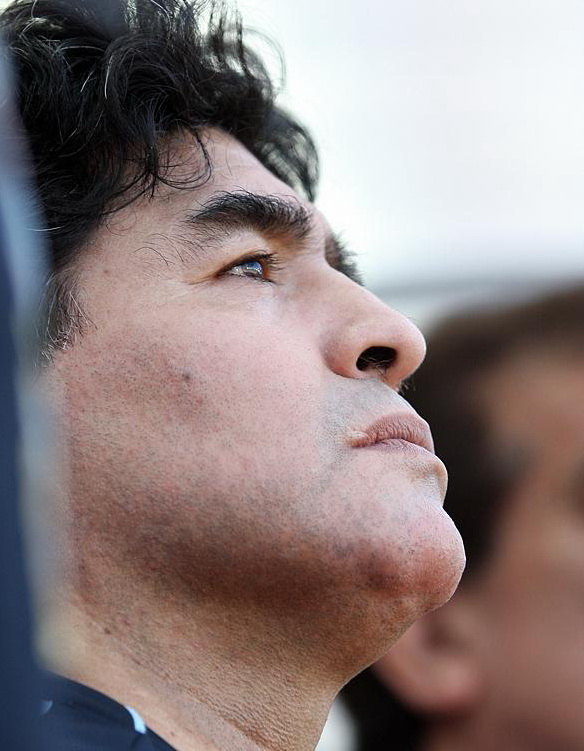
Марадона під час матчу проти збірної Росії 12 серпня 2009 року

Син Альфіо Басіле, Альфіто, висловився, що Дієго організував змову проти його батька, щоб змістити того з поста тренера національної команди. За його словами, Марадона зустрічався з гравцями збірної Аргентини, обіцяючи їм місце в складі збірної у разі його призначення: «Ці зустрічі відбувалися майже перед кожним матчем збірної. Цей сеньйор зустрічався з гравцями національної команди і говорив їм, що саме він буде їхнім наступним тренером. Тому він є змовником». Марадона всі звинувачення відкидає: «Все, що сказав Альфіто, далеке від реальності. Це не в моєму стилі. Моє схвалення і моя критика збірної завжди була публічною. І я завжди хотів, щоб збірна грала добре. Я знаю Альфіто, ми перегукувалися кілька разів, і я можу зрозуміти, що він сказав ці речі, тому що він дуже засмутився через те, що його батько втратив своє місце. Місце, яке для всіх нас, хто любить футбол в Аргентині, є дуже важливим. Але я жодним чином не можу прийняти те, про що він говорить. Він розчарував мене, засмутив мене. І це боляче, дуже боляче для мене». Капітан національної команди, Хав'єр Маскерано, сказав, що не бачив змови проти Басіле.
Перший матч під керівництвом Дієго Аргентина провела 19 листопада проти Шотландії, вигравши 1:0. 12 лютого 2009 Аргентина зіграла проти збірної Франції, віце-чемпіона світу, і перемогла 2:0. 28 березня «Альбіселесте» провела матч під керівництвом Марадони, у якому аргентинці перемогли Венесуелу з рахунком 4:0. 1 квітня Аргентина несподівано з рахунком 1:6 програла Болівії; після гри Дієго сказав: «Кожен гол болівійців — скалка в моєму серці. До гри ніколи б не подумав, що така поразка можлива». У кількох наступних матчах команда виглядала не дуже добре, Дієго пояснював це відсутністю мотивації. Після цих ігор, Марадона вирішив змінити склад національної команди.

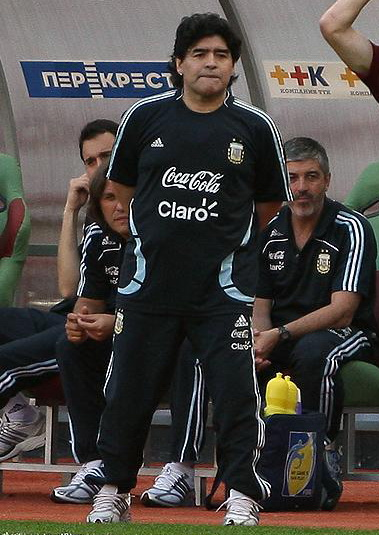
Марадона на тренерській лаві збірної Аргентини

26 червня 2009 Дієго уклав контракт зі збірною до 2011, до цього він працював безкоштовно, за ним він отримував 139 000 євро на місяць (за іншими даними 110 000 доларів на місяць). 6 вересня Аргентина поступилася Бразилії з рахунком 1:3, а потім програла Парагваю. 15 жовтня, після перемоги над Уругваєм, Аргентина вийшла у фінальну частину чемпіонату світу.

### Чемпіонат світу 2010
12 травня 2010 Марадона назвав попередній склад збірної, яка візьме участь у чемпіонаті світу. У список команди не потрапили гравці, яких регулярно викликали до складу «Альбіселесте» попередні тренери національної команди: Естебан Камб'яссо і Хав'єр Санетті. Марадона сказав, що вони «стара історія для збірної, а команді потрібна нова». Дієго зазначив, що, складаючи список гравців, які поїдуть на мундіаль, він був гранично об'єктивним. 19 травня Марадона оголосив остаточний список футболістів, які візьмуть участь у чемпіонаті світу. Причиною невиклику цих футболістів називалося те, що вони розкладали атмосферу товариськості в національній команді, маючи великий вплив на колектив збірної.
Колишній партнер Марадони по збірній, Освальдо Арділес, піддав Дієго критиці через те, що до складу збірної на турнірі не потрапили Камб'яссо, Санетті та Рікельме і через те, що збірна поїхала на турнір, не маючи номінального правого захисника. Він сказав, що Марадона і його асистент в національній команді, Карлос Білардо, перебувають у стані конфлікту, прагнучи позбутися один одного. Також Арділес висловив думку, що Марадона при ухваленні рішень щодо складу й тактики на гру керується винятково внутрішнім голосом.
Перед початком турніру Марадона сказав, що вірить у цю команду більше ніж у ту, що перемогла на чемпіонаті світу 1986 року і висловив упевненість, що гравці, як і сам Дієго, «готові померти на полі заради футболки збірної Аргентини». Також Марадона пообіцяв, що в разі перемоги збірної пробіжить голим навколо Обеліска в Буенос-Айресі. Під час турніру Марадона дозволив гравцям збірної займатися сексом і випивати келих вина на день.
На першому етапі фінальної частини чемпіонату світу Аргентина потрапила до групи B, разом з командами Нігерії, Південної Кореї та Греції. У першому матчі з Нігерією, Аргентина домоглася перемоги з рахунком 1:0, продемонструвавши хорошу гру в атаці і проблеми в обороні команди. Після гри Дієго сказав: «Я хотів би, щоб у мене була кришталева куля, і тоді б я міг бути чарівником, але я не чарівник, а всього лише тренер. Потрібно багато чого покращити в нашій грі, щоб зіграти сім матчів. Безумовно, перемога в першому матчі на чемпіонаті світу заспокоює вас, і ви спокійно продовжуєте готуватися до наступного матчу. У футболі немає місця страху. Якщо Ви чогось боїтеся, то сидіть вдома». У другому матчі на турнірі Аргентина обіграла збірну Південної Кореї з рахунком 4:1; форвард Гонсало Ігуаїн забив у грі три м'ячі, ставши третім гравцем в історії національної команди, який зробив хет-трик на чемпіонатах світу. У третій грі Аргентина перемогла Грецію з рахунком 2:0, вийшовши до 1/8 фіналу турніру з першого місця.
В 1/8 фіналу Аргентина перемогла збірну Мексики з рахунком 3:1, при цьому перший гол у матчі аргентинці забили з очевидного положення «Поза грою». Сам Дієго сказав, що його команда перемогла заслужено. Одним з нововведень в цьому матчі в грі аргентинців стало включення в стартовий склад Ніколаса Отаменді, який замінив на місці правого захисника Хонаса Гутьєрреса, який до цього грав у всіх попередніх матчах збірної на турнірі й діяв невдало. Після матчу Кларін повідомила, що кілька гравців збірної незадоволені тим, що їм надають мало ігрового часу, однак Марадона відповів, що стосунки у збірній, як і раніше прекрасні. 30 червня Марадона сказав: «Почуваю себе так, немов сам одягаю футболку збірної і виходжу на поле. Це прекрасно — тренувати таку групу футболістів. Я пишаюся тим, що ділю ці миті з ними. Про мене говорили, що я не маю уявлення про те, як тренувати. Несподівано виявилося, що я виграю матчі і при цьому залишився таким як був».
У грі з Німеччиною аргентинці зазнали поразки з рахунком 0:4 і вибули з розіграшу турніру. Ця поразка стала найбільшою для збірної Аргентини на чемпіонатах світу за 36 років. Після матчу Марадона сказав: «Якщо завтра піду у відставку, то хочу, щоб ці футболісти продовжували грати в такому ж стилі. Я пишаюся своїми гравцями. Хто б не прийшов на цю посаду, йому доведеться йти моїми слідами. Я помітив, що людям подобається такий футбол, ця команда завжди прагне грати і бути попереду суперників. Що стосується можливого відходу, то я повинен подумати про це. Потрібно поговорити на цю тему з сім'єю, гравцями, федерацією. Є багато нюансів. Результат матчу з Німеччиною не віддзеркалює того, що відбувалося на полі. Німці використовували свої моменти, а ми — ні. Ми віддали м'яч німцям, і вони добре скористалися своїми шансами. Ми ж зіграли добре, але нам не вистачало свіжості для ривка».
27 липня Марадона полишив посаду головного тренера національної команди. Причиною цього стала відмова керівництва федерації футболу Аргентини залишити помічників Дієго на їхніх посадах.

## Життя і діяльність (від 2010 року)

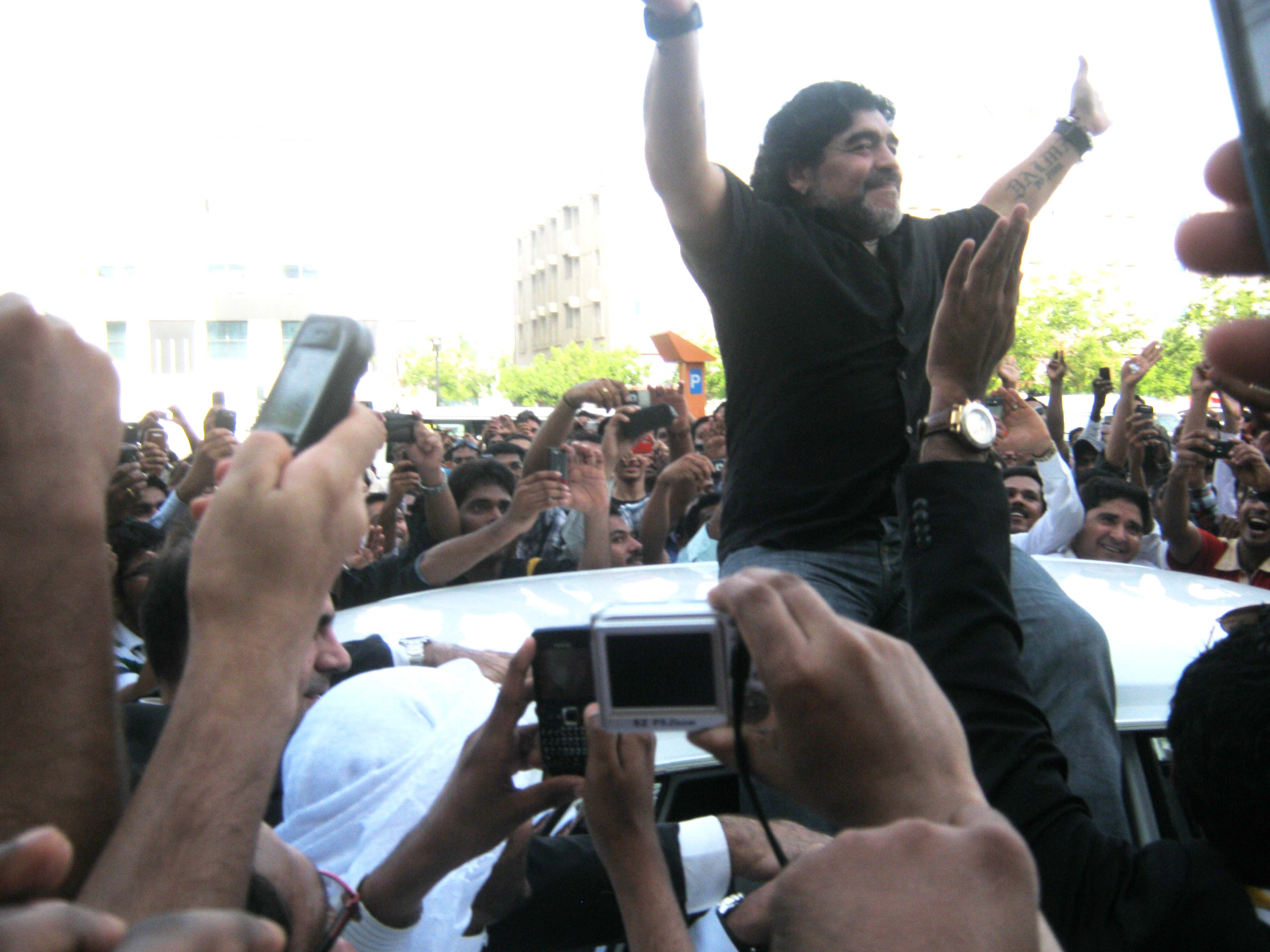
Марадона в Карамі

Після відходу зі збірної Аргентини Марадона хотів продовжити тренерську кар'єру. Він розраховував зайняти пост головного тренера збірної Португалії або англійського клубу Астон Вілла. У вересні 2010 року Дієго побажав повернутися на пост головного тренера збірної, погодившись навіть звільнити своїх помічників. За опитуванням журналів «Кларін» і «La Nacion» понад 90 % опитаних респондентів висловилися проти повернення Дієго на пост головного тренера національної команди.
Також Дієго регулярно брав участь у благодійних заходах. 29 вересня 2010 року він відвідав Москву, де представляв годинник марки Hublot; там же він взяв участь в конкурсі, всі призові від якого, 500 тис. доларів, пішли на створення першого в Росії реєстру донорів кісткового мозку для допомоги дітям, які страждають від онкологічних захворювань, створюваного інститутом дитячої гематології та трансплантології імені Раїси Горбачової: «Я із задоволенням прийняв запрошення. Я дуже хотів виграти більше грошей, тому що розумію, наскільки хворі діти їх потребують. Я сам дідусь, і розумію, що діти-наше майбутнє, мені дуже хотілося їм допомогти, сподіваюся, що мені вдалося». 16 жовтня Дієго організував благодійний матч між збірними ветеранів Уругваю і Аргентини, всі збори від якого пішли на лікування колишнього гравця збірної Аргентини, Фернандо Касереса, що серйозно постраждав в результаті збройного бандитського нападу.
У грудні 2010 року Марадона став кандидатом на пост головного тренера клубу «Блекберн Роверз», а також збірної Ірану; проте обидві команди Дієго так і не прийняв. Щоб продовжити тренерську кар'єру, в лютому 2011 року Марадона уклав контракт з агентською компанією Хорхе Мендеса, що займається справами відомих діячів футбольного світу. У квітні 2011 року Марадона став кандидатом на пост головного тренера клубу «Сан-Лоренсо де Альмагро».

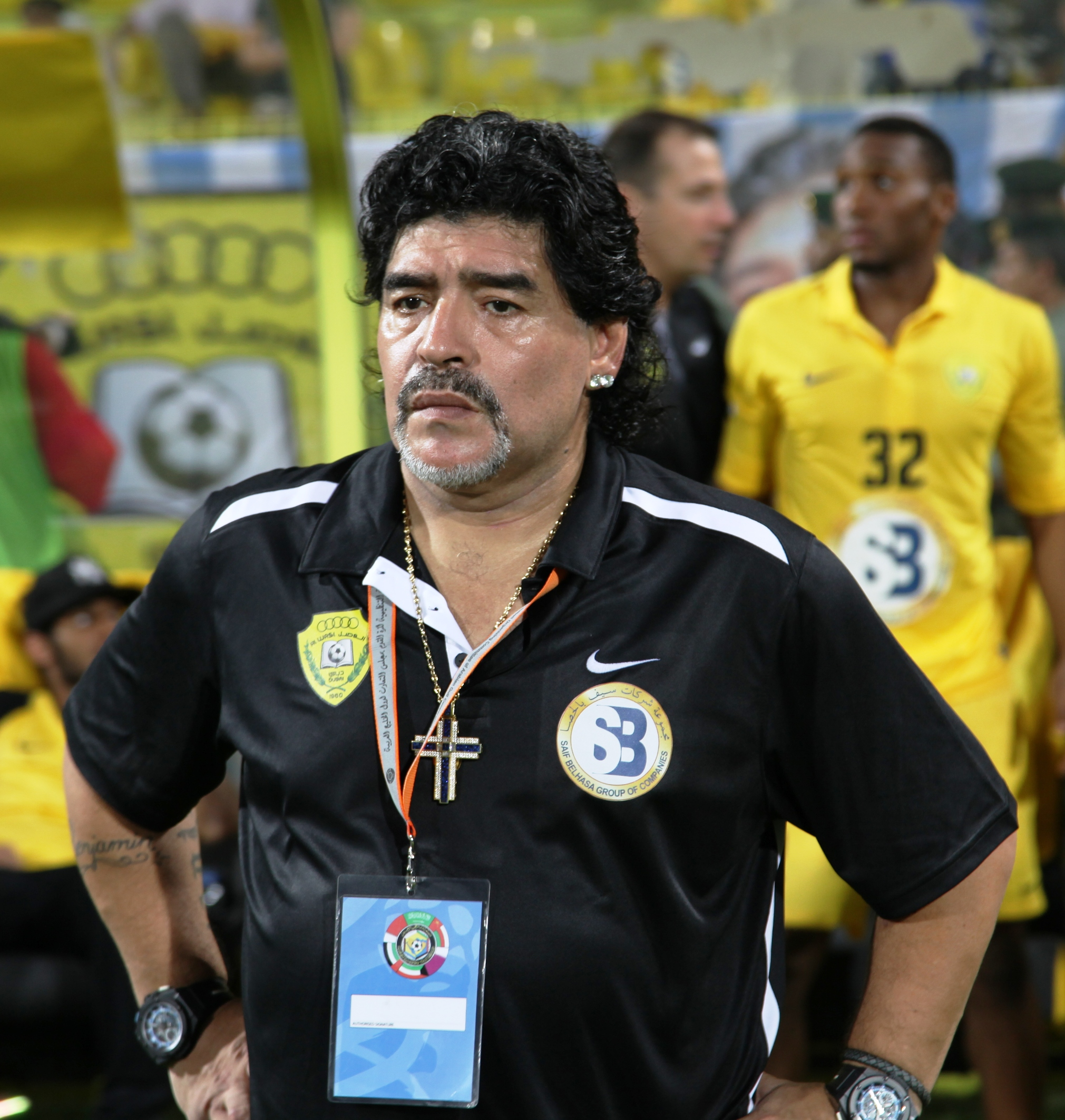
Марадона на посту головного тренера клубу «Аль-Васл»

У травні Дієго досяг домовленості про роботу в еміратському клубі «Аль-Васл». 17 травня Марадона уклав контракт з цією командою на два роки із заробітної платою в 3,5 млн євро за сезон. 29 серпня він дебютував на посаді головного тренера цього клубу в товариському матчі з «Аль-Іттіхад», в якому його команда перемогла 3:1. 8 жовтня «Аль-Васл» програв з рахунком 0:5 клубу «Дубай» у кубку ОАЕ. Того ж місяця президент клубу звинуватив тренера в невмінні вести трансферні справи; Марадона ж у свою чергу заявив, що просив зміцнити склад новими гравцями, чого зроблено не було. Також він сказав про свій клуб: «„Аль-Васлу“ не вистачає професіоналізму. Деякі гравці є студентами, інші служать в поліції. Є футболісти, які є військовослужбовцями. У результаті багато гравці приїжджають на тренування втомленими і не можуть працювати нормально. Крім того, на тренування можуть прибувати не всі. Іноді в моєму розпорядженні 16, а іноді 24 гравці». 13 грудня Марадона був оштрафований на 2700 доларів і дискваліфікований на 3 гри за конфлікт після матчу з головним тренером команди суперника «Аль-Васла», клубу «Аль-Айн»; Дієго був незадоволений тим, як Космін Олару, головний тренер команди суперника відсвяткував перемогу над його клубом. Також на 2 гри був дискваліфікований стадіон «Аль-Васла», після чого Дієго звинуватив федерацію футболу ОАЕ в упередженому ставленні до його команди.
14 січня 2012 року Марадона був госпіталізований з нирковокам'яною хворобою. Наступного дня його було прооперовано.
У лютому 2012 року Дієго сказав, що він є персоною нон ґрата на батьківщині в Аргентині через те, що не підтримував вищих спортивних чиновників у країні; також він заявив про те, що колись очолить «Боку Хуніорс». Того ж місяця він сказав, що якщо «Аль-Васл» не надасть грошових коштів на купівлю нових гравців, то він залишить посаду наставника команди.
У квітні 2012 року у Дієго виник конфлікт з керівництвом клубу через те, що ті не придбали обіцяних йому гравців. 11 липня 2012 року керівництво «Аль-Васла» звільнив аргентинця з поста головного тренера. Як було повідомлено на офіційній сторінці команди в мікроблозі в Твіттері, таке рішення правління клубу ухвалило на своєму засіданні у вівторок, 10 липня. Причиною звільнення Марадони стало те, що за сезон «Аль-Васл» не лише не зміг завоювати ніяких нагород, але й опустився з шостого на восьме місце в чемпіонаті країни, при тому що в ньому грають 12 команд.
У липні 2013 року Марадона переніс операцію з корекції вікової пресбіопії.

## Робота в «Динамо-Берестя»
16 травня 2018 року білоруський ФК «Динамо-Берестя» оголосив про те, що підписав з Марадоною трирічний контракт, згідно якого аргентинець призначений на посаду голови правління клубу та займатиметься питаннями стратегічного розвитку клубу.

## Особисте життя
Марадона був одружений. Колишня дружина — Клавдія Вільяфанья, була старшою за нього на 2 роки, з нею він прожив 25 років. Вони жили в одному будинку з жовтня 1976 року, але Марадона довгий час соромився підійти до дівчини. Лише 28 червня 1977 року Дієго запросив її на танці в парк Сосьяль-і-Депортиво в районі Ла Патерналь. Після знайомства Дієго і Клаудія всю ніч танцювали диско, а вже наступного дня Дієго познайомив її зі своїми батьками. Попри довгі стосунки, Дієго не поспішав одружитися. Однак це не завадило їхньому життю. Коли Дієго вже став відомим футболістом і часто роз'їжджав з клубами і збірною по всьому світі, Клаудія завжди чекала на нього вдома, а сам Марадона прибуваючи до нового міста телефонував їй з аеропорту. Клаудія стала першою людиною, яка порадила Марадоні стати професійним футболістом.
Попри стосунки з Клаудією, Марадона мав кілька романів, включаючи зустрічі з аргентинською кінодівою Адріаною Бродскі, одруженою з послом Аргентини в Панамі, а також відомими італійськими кіноакторками Лореданою Берті і Гізер Парізі. Також йому приписували численні зради в Італії, зокрема з призерками конкурсу «Міс фантастичні груди», Мімі, «мадам Батерфляй» з Токіо, з бразильської балериною Сюзі, яка стверджувала, що Дієго «дуже ніжний коханець і йому невідоме почуття сорому», а також з кількома італійками. Проте дружина завжди вибачала Дієго.
— Ви колись зраджували Клаудію?
— Ніколи. Але якби це сталося, то я б нізащо на світі не зізнався.

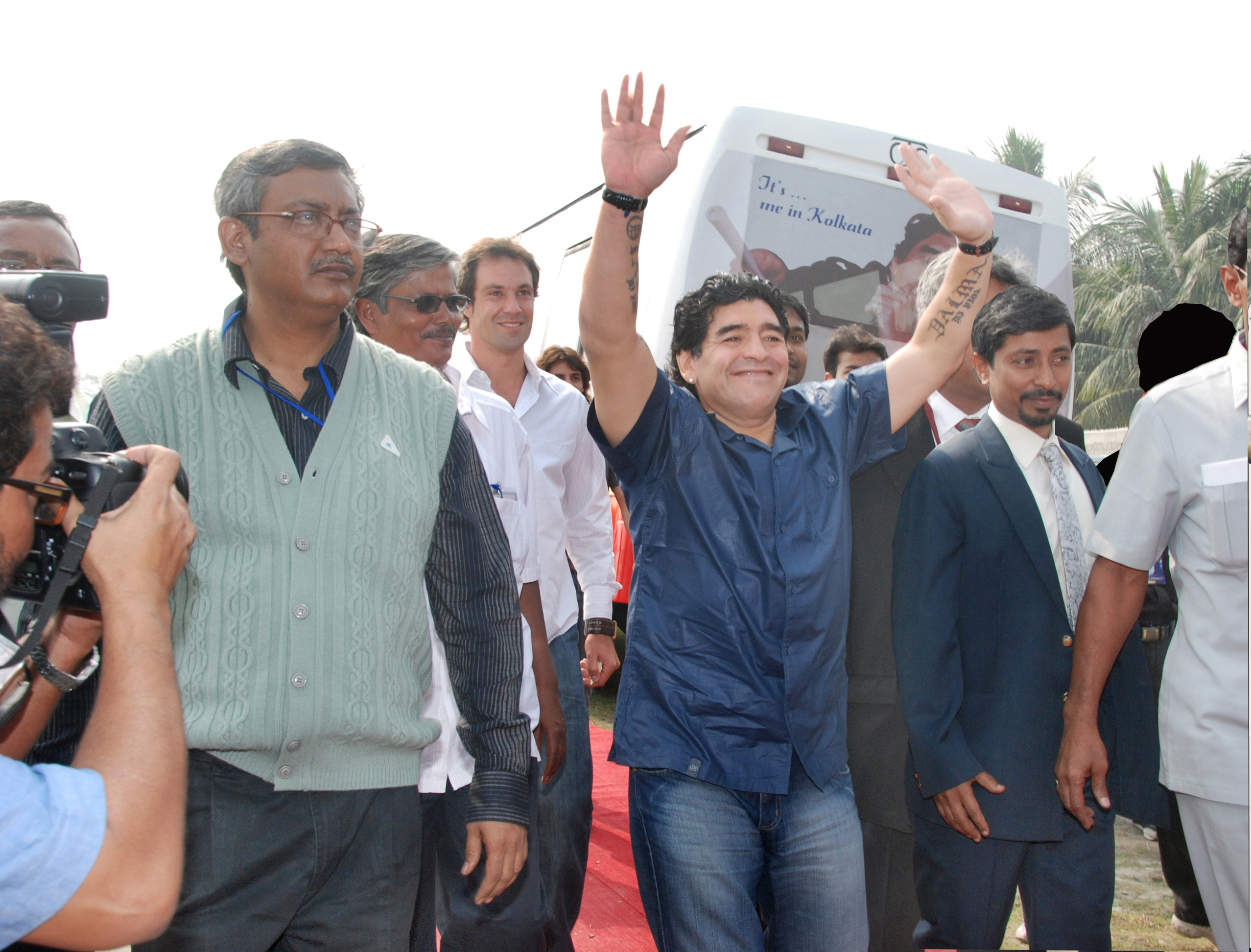
Марадона під час відвідування Калькутти. На його лівій руці можна побачити татуювання з ім'ям його доньки і матері, Дальми

У 1987 року неаполітанка Крістіана Сінагра заявила в пресі, що вона народила сина від Марадони. Після цього почався галас в ЗМІ, а сам Марадона не робив щодо цього жодних заяв. Батьківство так доведено і не було, оскільки аргентинець не з'являвся в суд і відмовився проходити тест ДНК. Цей «син», Дієго Синагра, став професійним футболістом і виступав за збірну Італії з пляжного футболу. Лише у 2016 році Дієго визнав Сінагру своєю дитиною і сказав, що любить його. Після цього епізоду Марадона почав рідше з'являтися на людях, відвідував лише закриті ресторани і кафе, де бував тільки з близькими друзями. Ще одним з епізодів, який призвів до подібної поведінки, став камінь, кинутий з натовпу в Марадону. За словами Хорхе Вальдано, «життя Марадони — це його особиста драма. Все людство йому заздрило, а він заздрив усьому людству. Всі хотіли жити, як Марадона, а він хотів жити, як усі. Він хотів вставати о восьмій ранку і вести своїх дітей до школи. На зворотному шляху зайти в магазин за продуктами, а ввечері прогулятися разом з дружиною і дітьми на вулиці або повечеряти в ресторані».
2 квітня 1988 року народилася донька Марадони і його подруги Клавдії, дівчинку назвали Дальмою Нерея, на честь матері Дієго. Попри те, що вони офіційно не були в шлюбі, вони були заручені і вважали одне одного чоловіком і дружиною.
Аркуш паперу в шухляді не може гарантувати любові. Багато років тому ми з Клаудією сказали про це одне одному. І відтоді наше думка не змінилася. Одного разу якийсь священик мене запитав: «Як ви зустрічаєтеся з Папою Римським і при цьому не перебуваєте в шлюбі з жінкою, яку любите?» Я відповів: «Поважаю вашу точку зору, але ви повинні поважати мою. Я аж ніяк не відчуваю себе меншим католиком, меншим вірянином, не перебуваючи у шлюбі».
Відразу після цього Марадоні запропонували 2 млн за рекламу з Дальмою, але футболіст відмовив. Того самого року матір з донькою перебралися до Неаполя.

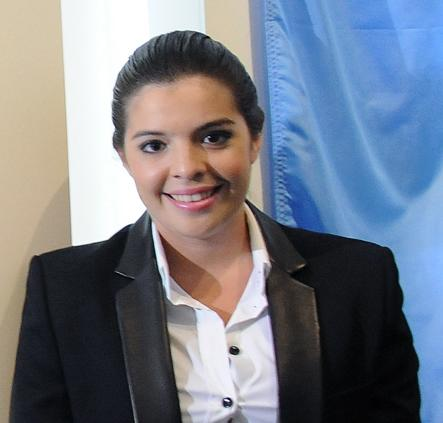
Донька Дієго, Дальма

16 травня 1989 року народилася друга донька Марадони, яку назвали італійським ім'ям Джанніні Дінора.
Марадона одружився з Клаудією 7 листопада 1989 року в Буенос-Айресі. Церемонія одруження проходила на стадіоні Луна Парк у присутності півтори тисячі гостей. На урочистості було витрачено близько 2 млн доларів: «Клаудія так довго чекала цього, що я не міг не порадувати її».
7 березня 2003 року Клаудія подала на розлучення через те, що Дієго пішов з дому в 1998 року. Попри розлучення, колишнє подружжя залишилося в добрих стосунках. Пізніше Клаудія стала агенткою Марадони.
Від 2005 року Марадона зустрічався з вчителькою фізичної праці Веронікою Охедою (нар. 9 грудня 1977 року або 1980 року), яка родом з рідного району Дієго, Вільї Фьоріто; яка познайомилася з ним 13 лютого 2005 року на весіллі сина його двоюрідного брата. Вероніка двічі була вагітною від Марадони, але обидва рази пережила викидень. Також Дієго приписували роман з моделлю Сільвіною Луною.
Донька Марадони, Джанніна, 2008 року одружилася з футболістом Серхіо Агуеро. 20 лютого 2009 року народила сина Бенхаміна; хрещеним батьком хлопчика став футболіст Ліонель Мессі. Друга донька, Дальма, заручена з Фернандо Моліною, який був прессекретарем збірної Аргентини.
19 листопада 2011 року на 82-му році життя мати Дієго, Дальма Сальвадора Франка, померла в лікарні Буенос-Айреса. Останні дні Марадона провів з нею. На честь пам'яті матері гравця матч між «Індепендьєнте» і «Олімпо» розпочався з хвилини мовчання.
У лютому 2013 року Агуеро розлучився з донькою Дієго, Джанніною, яка забрала дитину і поїхала до Аргентини. Попри це, вона нікого не звинувачувала: «Коли пара розлучається, то винні завжди обидва».
7 лютого 2013 року в Марадони і Вероніки Охеди народився син, якого назвали Дієго Фернандо. На той момент батьки вже не зустрічалися, а сам колишній футболіст тільки через місяць визнав сина своїм.
14 лютого 2014 року в Римі Марадона зробив пропозицію 23-річній футболістці і моделі, Росіо Оліві. У квітні 2014 року пара розлучилася: Дієго звинуватив її в крадіжці годинника та ювелірних виробів, коли вони перебували у нього вдома в Дубаї. Оліві всі звинувачення відкидала. Пізніше вони помирилися і Марадона забрав заяву про крадіжку, хоча колишній футболіст став, за її словами, часто бити її. Того самого року він визнав свою позашлюбну доньку Яну, результат короткочасного роману з офіціанткою боулінгу «Ла Діоса», Валерією Салабаїн.
25 червня 2015 року в Буенос-Айресі у віці 87 років помер батько Марадони, дон Дієго, який довгий час мав проблеми з серцем і легенями.
Молодший брат Дієго Марадони, Уго Марадона, також був професійним футболістом та футбольним тренером.

## Смерть
2 листопада 2020 року Марадону поклали до лікарні в місті Ла-Плата, нібито через психологічні причини. Представник Марадони сказав, що стан його здоров'я не викликає занепокоєння. Наступного дня йому успішно зробили операцію на мозку для лікування субдуральної гематоми. 12 листопада його виписали, вдома за ним спостерігали лікарі. 25 листопада 2020 Марадона помер від інфаркту міокарда вдома в Тигре (Буенос-Айрес). Президент Альберто Фернандес оголосив триденну національну жалобу.
Церемонія прощання в Буенос-Айресі зібрала сотні тисяч прихильників Марадони. 27 листопада 2020 церемонію прощання перервали через заворушення. 30 листопада щодо лікаря Марадони Леопольдо Луке було почато розслідування, його звинуватили в ненавмисному вбивстві пацієнта.
21 травня 2021 року сімом аргентинським медпрацівникам було пред'явлено звинувачення у «простому вбивстві з можливим умислом» Марадони, їм загрожує 8-25 років в'язниці.

## Статистика виступів

### Статистика клубних виступів
| Сезон                          | Команда                        | Campionato                     | Campionato | Campionato | Національний кубок | Національний кубок | Національний кубок | Континентальні кубки | Континентальні кубки | Континентальні кубки | Інші змагання | Інші змагання | Інші змагання | Усього за | Усього за |
| Сезон                          | Команда                        | Ліга                           | Ігор       | Голів      | Ліга               | Ігор               | Голів              | Ліга                 | Ігор                 | Голів                | Ліга          | Ігор          | Голів         | Ігор      | Голів     |
| ------------------------------ | ------------------------------ | ------------------------------ | ---------- | ---------- | ------------------ | ------------------ | ------------------ | -------------------- | -------------------- | -------------------- | ------------- | ------------- | ------------- | --------- | --------- |
| 1976                           | «Архентінос Хуніорс»           | N                              | 11         | 2          | -                  | -                  | -                  | -                    | -                    | -                    | -             | -             | -             | 11        | 2         |
| 1977                           | «Архентінос Хуніорс»           | M+N                            | 37+12      | 13+6       | -                  | -                  | -                  | -                    | -                    | -                    | -             | -             | -             | 49        | 19        |
| 1978                           | «Архентінос Хуніорс»           | M+N                            | 31+4       | 22+4       | -                  | -                  | -                  | -                    | -                    | -                    | -             | -             | -             | 35        | 26        |
| 1979                           | «Архентінос Хуніорс»           | M+N                            | 14+12      | 14+12      | -                  | -                  | -                  | -                    | -                    | -                    | -             | -             | -             | 26        | 26        |
| 1980                           | «Архентінос Хуніорс»           | M+N                            | 32+13      | 25+18      | -                  | -                  | -                  | -                    | -                    | -                    | -             | -             | -             | 45        | 43        |
| Усього за «Архентінос Хуніорс» | Усього за «Архентінос Хуніорс» | Усього за «Архентінос Хуніорс» | 166        | 116        |                    | -                  | -                  |                      | -                    | -                    |               | -             | -             | 166       | 116       |
| 1981                           | «Бока Хуніорс»                 | M+N                            | 28+12      | 17+11      | -                  | -                  | -                  | -                    | -                    | -                    | -             | -             | -             | 40        | 28        |
| 1982–83                        | «Барселона»                    | ПД                             | 20         | 11         | КІ                 | 5                  | 3                  | КВК                  | 4                    | 5                    | КІЛ           | 6             | 4             | 35        | 23        |
| 1983–84                        | «Барселона»                    | ПД                             | 16         | 11         | КІ                 | 4                  | 1                  | КВК                  | 3                    | 3                    | -             | -             | -             | 23        | 15        |
| Усього за «Барселону»          | Усього за «Барселону»          | Усього за «Барселону»          | 36         | 22         |                    | 9                  | 4                  |                      | 7                    | 8                    |               | 6             | 4             | 58        | 38        |
| 1984–85                        | «Наполі»                       | A                              | 30         | 14         | КІ                 | 6                  | 3                  | -                    | -                    | -                    | -             | -             | -             | 36        | 17        |
| 1985–86                        | «Наполі»                       | A                              | 29         | 11         | КІ                 | 2                  | 2                  | -                    | -                    | -                    | -             | -             | -             | 31        | 13        |
| 1986–87                        | «Наполі»                       | A                              | 29         | 10         | КІ                 | 10                 | 7                  | КУЄФА                | 2                    | 0                    | -             | -             | -             | 41        | 17        |
| 1987–88                        | «Наполі»                       | A                              | 28         | 15         | КІ                 | 9                  | 6                  | КЧ                   | 2                    | 0                    | -             | -             | -             | 39        | 21        |
| 1988–89                        | «Наполі»                       | A                              | 26         | 9          | КІ                 | 12                 | 7                  | КУЄФА                | 12                   | 3                    | -             | -             | -             | 50        | 19        |
| 1989–90                        | «Наполі»                       | A                              | 28         | 16         | КІ                 | 3                  | 2                  | КУЄФА                | 5                    | 0                    | -             | -             | -             | 36        | 18        |
| 1990–91                        | «Наполі»                       | A                              | 18         | 6          | КІ                 | 3                  | 2                  | КЧ                   | 4                    | 2                    | СІ            | 1             | 0             | 26        | 10        |
| Усього за «Наполі»             | Усього за «Наполі»             | Усього за «Наполі»             | 188        | 81         |                    | 45                 | 29                 |                      | 25                   | 5                    |               | 1             | 0             | 259       | 115       |
| 1992–93                        | «Севілья»                      | ПД                             | 26         | 5          | КІ                 | 3                  | 3                  | -                    | -                    | -                    | -             | -             | -             | 29        | 8         |
| 1993–94                        | «Ньюеллс Олд Бойз»             | A                              | 5          | 0          | -                  | -                  | -                  | -                    | -                    | -                    | -             | -             | -             | 5         | 0         |
| 1995–96                        | «Бока Хуніорс»                 | A+C                            | 11+13      | 3+2        | -                  | -                  | -                  | -                    | -                    | -                    | -             | -             | -             | 24        | 5         |
| 1996–97                        | «Бока Хуніорс»                 | A+C                            | 0+1        | 0          | -                  | -                  | -                  | -                    | -                    | -                    | СЛ            | 1             | 0             | 2         | 0         |
| 1997–98                        | «Бока Хуніорс»                 | A                              | 5          | 2          | -                  | -                  | -                  | -                    | -                    | -                    | -             | -             | -             | 5         | 2         |
| Усього за «Бока Хуніорс»       | Усього за «Бока Хуніорс»       | Усього за «Бока Хуніорс»       | 70         | 15         |                    | -                  | -                  |                      | -                    | -                    |               | 1             | 0             | 71        | 15        |
| Усього за кар'єру              | Усього за кар'єру              | Усього за кар'єру              | 491        | 259        |                    | 57                 | 36                 |                      | 32                   | 13                   |               | 8             | 4             | 588       | 312       |

### Матчі за збірні
| Дата       | Місто          | Господарі        | Результат             | Гості          | Турнір                                 | Голи | Примітки               |
| ---------- | -------------- | ---------------- | --------------------- | -------------- | -------------------------------------- | ---- | ---------------------- |
| 27-2-1977  | Буенос-Айрес   | Аргентина        | 5 – 1                 | Угорщина       | товариський матч                       | -    |                        |
| 24-8-1977  | Буенос-Айрес   | Аргентина        | 2 – 1                 | Парагвай       | Кубок Фелікса Богадо                   | -    |                        |
| 31-8-1977  | Асунсьйон      | Аргентина        | 0 – 2 (1-3 п.п.)      | Парагвай       | Кубок Фелікса Богадо                   | -    |                        |
| 19-4-1978  | Буенос-Айрес   | Аргентина        | 3 – 1                 | Ірландія       | товариський матч                       | -    |                        |
| 25-4-1979  | Буенос-Айрес   | Аргентина        | 2 – 1                 | Болгарія       | товариський матч                       | -    |                        |
| 22-5-1979  | Берн           | Аргентина        | 0 – 0 (8-7 п.п.)      | Нідерланди     | Матч до 75-річчя ФІФА                  | -    |                        |
| 26-5-1979  | Рим            | Італія           | 2 – 2                 | Аргентина      | товариський матч                       | -    |                        |
| 29-5-1979  | Дублін         | Ірландія         | 0 – 0                 | Аргентина      | товариський матч                       | -    |                        |
| 2-6-1979   | Глазго         | Шотландія        | 1 – 3                 | Аргентина      | товариський матч                       | 1    |                        |
| 25-6-1979  | Буенос-Айрес   | Аргентина        | 1 – 2                 | Зірки світу    | товариський матч                       | 1    |                        |
| 2-8-1979   | Ріо-де-Жанейро | Бразилія         | 2 – 1                 | Аргентина      | Копа Америка 1979 - 1-й етап           | -    |                        |
| 8-8-1979   | Буенос-Айрес   | Аргентина        | 3 – 0                 | Болівія        | Копа Америка 1979 - 1-й етап           | 1    |                        |
| 30-4-1980  | Буенос-Айрес   | Аргентина        | 1 – 0                 | Ірландія       | товариський матч                       | 1    |                        |
| 13-5-1980  | Лондон         | Англія           | 3 – 1                 | Аргентина      | товариський матч                       | -    |                        |
| 16-5-1980  | Дублін         | Ірландія         | 0 – 1                 | Аргентина      | товариський матч                       | -    |                        |
| 21-5-1980  | Відень         | Австрія          | 1 – 5                 | Аргентина      | товариський матч                       | 3    |                        |
| 18-9-1980  | Мендоса        | Аргентина        | 2 – 2                 | Чилі           | товариський матч                       | -    |                        |
| 9-10-1980  | Буенос-Айрес   | Аргентина        | 2 – 0                 | Болгарія       | товариський матч                       | -    |                        |
| 12-10-1980 | Буенос-Айрес   | Аргентина        | 2 – 1                 | Польща         | товариський матч                       | 1    |                        |
| 15-10-1980 | Буенос-Айрес   | Аргентина        | 1 – 0                 | Чехословаччина | товариський матч                       | -    |                        |
| 4-12-1980  | Мар-дель-Плата | Аргентина        | 1 – 1                 | СРСР           | товариський матч                       | 1    |                        |
| 16-12-1980 | Кордова        | Аргентина        | 5 – 0                 | Швейцарія      | товариський матч                       | 1    |                        |
| 1-1-1981   | Монтевідео     | Аргентина        | 2 – 1                 | ФРН            | Кубок КОНКАКАФ                         | -    |                        |
| 4-1-1981   | Монтевідео     | Аргентина        | 1 – 1                 | Бразилія       | Кубок КОНКАКАФ                         | 1    |                        |
| 9-3-1982   | Мар-дель-Плата | Аргентина        | 0 – 0                 | Чехословаччина | товариський матч                       | -    |                        |
| 24-3-1982  | Буенос-Айрес   | Аргентина        | 1 – 1                 | ФРН            | товариський матч                       | -    |                        |
| 14-4-1982  | Буенос-Айрес   | Аргентина        | 1 – 1                 | СРСР           | товариський матч                       | -    |                        |
| 5-5-1982   | Буенос-Айрес   | Аргентина        | 2 – 1                 | Болгарія       | товариський матч                       | -    |                        |
| 12-5-1982  | Росаріо        | Аргентина        | 1 – 0                 | Румунія        | товариський матч                       | -    |                        |
| 13-6-1982  | Барселона      | Аргентина        | 0 – 1                 | Бельгія        | ЧС 1982 - 1-й етап                     | -    |                        |
| 18-6-1982  | Аліканте       | Аргентина        | 4 – 1                 | Угорщина       | ЧС 1982 - 1-й етап                     | 2    |                        |
| 23-6-1982  | Аліканте       | Аргентина        | 2 – 0                 | Сальвадор      | ЧС 1982 - 1-й етап                     | -    |                        |
| 29-6-1982  | Барселона      | Італія           | 2 – 1                 | Аргентина      | ЧС 1982 - 2-й етап                     | -    |                        |
| 2-7-1982   | Барселона      | Аргентина        | 1 – 3                 | Бразилія       | ЧС 1982 - 2-й етап                     | -    |                        |
| 9-5-1985   | Буенос-Айрес   | Аргентина        | 1 – 1                 | Парагвай       | товариський матч                       | 1    |                        |
| 14-5-1985  | Буенос-Айрес   | Аргентина        | 2 – 0                 | Чилі           | товариський матч                       | 1    |                        |
| 26-5-1985  | Сан-Кристобаль | Венесуела        | 2 – 3                 | Аргентина      | Відбір до ЧС 1986                      | 2    |                        |
| 2-6-1985   | Богота         | Колумбія         | 1 – 3                 | Аргентина      | Відбір до ЧС 1986                      | -    |                        |
| 9-6-1985   | Буенос-Айрес   | Аргентина        | 3 – 0                 | Венесуела      | Відбір до ЧС 1986                      | 1    |                        |
| 16-6-1985  | Буенос-Айрес   | Аргентина        | 1 – 0                 | Колумбія       | Відбір до ЧС 1986                      | -    |                        |
| 23-6-1985  | Ліма           | Перу             | 1 – 0                 | Аргентина      | Відбір до ЧС 1986                      | -    |                        |
| 30-6-1985  | Буенос-Айрес   | Аргентина        | 2 – 2                 | Перу           | Відбір до ЧС 1986                      | -    |                        |
| 14-11-1985 | Лос-Анджелес   | Мексика          | 1 – 1                 | Аргентина      | товариський матч                       | 1    |                        |
| 17-11-1985 | Пуебла         | Мексика          | 1 – 1                 | Аргентина      | товариський матч                       | -    |                        |
| 26-3-1986  | Пуебла         | Франція          | 2 – 0                 | Аргентина      | товариський матч                       | -    |                        |
| 30-4-1986  | Осло           | Норвегія         | 1 – 0                 | Аргентина      | товариський матч                       | -    |                        |
| 4-5-1986   | Тель-Авів-Яфо  | Ізраїль          | 2 – 7                 | Аргентина      | товариський матч                       | 2    |                        |
| 2-6-1986   | Мехіко         | Аргентина        | 3 – 1                 | Південна Корея | ЧС 1986 - 1-й етап                     | -    |                        |
| 5-6-1986   | Пуебла         | Італія           | 1 – 1                 | Аргентина      | ЧС 1986 - 1-й етап                     | 1    |                        |
| 10-6-1986  | Мехіко         | Аргентина        | 2 – 0                 | Болгарія       | ЧС 1986 - 1-й етап                     | -    |                        |
| 16-6-1986  | Пуебла         | Аргентина        | 1 – 0                 | Уругвай        | ЧС 1986 - 1/8 фіналу                   | -    |                        |
| 22-6-1986  | Мехіко         | Аргентина        | 2 – 1                 | Англія         | ЧС 1986 - чвертьфінал                  | 2    |                        |
| 25-6-1986  | Мехіко         | Аргентина        | 2 – 0                 | Бельгія        | ЧС 1986 - півфінал                     | 2    |                        |
| 29-6-1986  | Мехіко         | Аргентина        | 3 – 2                 | ФРН            | ЧС 1986 - Фінал                        | -    | 2-й чемпіонський титул |
| 10-6-1987  | Цюрих          | Італія           | 3 – 1                 | Аргентина      | товариський матч                       | 1    |                        |
| 27-6-1987  | Буенос-Айрес   | Аргентина        | 1 – 1                 | Перу           | Копа Америка 1987 - 1-й етап           | 1    |                        |
| 2-7-1987   | Буенос-Айрес   | Аргентина        | 3 – 0                 | Еквадор        | Копа Америка 1987 - 1-й етап           | 2    |                        |
| 9-7-1987   | Буенос-Айрес   | Аргентина        | 0 – 1                 | Уругвай        | Копа Америка 1987 - півфінал           | -    |                        |
| 11-7-1987  | Буенос-Айрес   | Аргентина        | 1 – 2                 | Колумбія       | Копа Америка 1987 - матч за 3-тє місце | -    |                        |
| 16-12-1987 | Буенос-Айрес   | Аргентина        | 1 – 0                 | ФРН            | товариський матч                       | -    |                        |
| 31-3-1988  | Берлін         | СРСР             | 4 – 2                 | Аргентина      | Турнір 4-х націй                       | 1    |                        |
| 2-4-1988   | Берлін         | ФРН              | 1 – 0                 | Аргентина      | Турнір 4-х націй                       | -    |                        |
| 12-10-1988 | Севілья        | Іспанія          | 1 – 1                 | Аргентина      | Кубок Іспанідад                        | -    |                        |
| 2-7-1989   | Гоянія         | Аргентина        | 1 – 0                 | Чилі           | Копа Америка 1989 - 1-й етап           | -    |                        |
| 4-7-1989   | Гоянія         | Аргентина        | 0 – 0                 | Еквадор        | Копа Америка 1989 - 1-й етап           | -    |                        |
| 8-7-1989   | Гоянія         | Аргентина        | 1 – 0                 | Уругвай        | Копа Америка 1989 - 1-й етап           | -    |                        |
| 10-7-1989  | Гоянія         | Аргентина        | 0 – 0                 | Болівія        | Копа Америка 1989 - 1-й етап           | -    |                        |
| 12-7-1989  | Ріо-де-Жанейро | Аргентина        | 0 – 2                 | Бразилія       | Копа Америка 1989 - Фінальний етап     | -    |                        |
| 14-7-1989  | Ріо-де-Жанейро | Аргентина        | 0 – 2                 | Уругвай        | Копа Америка 1989 - Фінальний етап     | -    |                        |
| 21-12-1989 | Кальярі        | Італія           | 0 – 0                 | Аргентина      | товариський матч                       | -    |                        |
| 3-5-1990   | Відень         | Австрія          | 1 – 1                 | Аргентина      | товариський матч                       | -    |                        |
| 8-5-1990   | Берн           | Швейцарія        | 1 – 1                 | Аргентина      | товариський матч                       | -    |                        |
| 22-5-1990  | Тель-Авів-Яфо  | Ізраїль          | 1 – 2                 | Аргентина      | товариський матч                       | 1    |                        |
| 8-6-1990   | Мілан          | Аргентина        | 0 – 1                 | Камерун        | ЧС 1990 - 1-й етап                     | -    |                        |
| 13-6-1990  | Неаполь        | Аргентина        | 2 – 0                 | СРСР           | ЧС 1990 - 1-й етап                     | -    |                        |
| 18-6-1990  | Неаполь        | Аргентина        | 1 – 1                 | Румунія        | ЧС 1990 - 1-й етап                     | -    |                        |
| 23-6-1990  | Турин          | Бразилія         | 0 – 1                 | Аргентина      | ЧС 1990 - 1/8 фіналу                   | -    |                        |
| 30-6-1990  | Флоренція      | Аргентина        | 0 – 0 д.ч. (3-2 п.п.) | Югославія      | ЧС 1990 - чвертьфінал                  | -    |                        |
| 3-7-1990   | Неаполь        | Італія           | 1 – 1 д.ч. (3-4 п.п.) | Аргентина      | ЧС 1990 - півфінал                     | -    |                        |
| 8-7-1990   | Рим            | ФРН              | 1 – 0                 | Аргентина      | ЧС 1990 - Фінал                        | -    |                        |
| 18-2-1993  | Буенос-Айрес   | Аргентина        | 1 – 1                 | Бразилія       | Матч до сторіччя АФА                   | -    |                        |
| 24-2-1993  | Мар-дель-Плата | Аргентина        | 1 – 1 (5-4 п.п.)      | Данія          | Кубок Артеміо Франкі                   | -    |                        |
| 31-10-1993 | Сідней         | Австралія        | 1 – 1                 | Аргентина      | Відбір до ЧС 1994                      | -    |                        |
| 17-11-1993 | Буенос-Айрес   | Аргентина        | 1 – 0                 | Австралія      | Відбір до ЧС 1994                      | -    |                        |
| 20-4-1994  | Сальта         | Аргентина        | 3 – 1                 | Марокко        | товариський матч                       | 1    |                        |
| 18-5-1994  | Сантьяго       | Чилі             | 3 – 3                 | Аргентина      | товариський матч                       | -    |                        |
| 25-5-1994  | Гуаякіль       | Еквадор          | 1 – 0                 | Аргентина      | товариський матч                       | -    |                        |
| 31-5-1994  | Тель-Авів-Яфо  | Ізраїль          | 0 – 3                 | Аргентина      | товариський матч                       | -    |                        |
| 4-6-1994   | Загреб         | Хорватія         | 0 – 0                 | Аргентина      | товариський матч                       | -    |                        |
| 21-6-1994  | Бостон         | Аргентина        | 4 – 0                 | Греція         | ЧС 1994 - 1-й етап                     | 1    |                        |
| 25-6-1994  | Бостон         | Аргентина        | 2 – 1                 | Нігерія        | ЧС 1994 - 1-й етап                     | -    |                        |
| Усього     |                | Матчів (7 місце) | 91                    |                | Голів (4 місце)                        | 34   |                        |

| Дата      | Місто      | Господарі | Результат | Гості     | Турнір                                  | Голи | Примітки |
| --------- | ---------- | --------- | --------- | --------- | --------------------------------------- | ---- | -------- |
| 16-4-1977 | Валенсія   | Аргентина | 1 – 1     | Уругвай   | Чемпіонат Південної Америки (U-20) 1977 | -    |          |
| 18-4-1977 | Валенсія   | Парагвай  | 2 – 1     | Аргентина | Чемпіонат Південної Америки (U-20) 1977 | -    |          |
| 21-4-1977 | Валенсія   | Перу      | 2 – 1     | Аргентина | Чемпіонат Південної Америки (U-20) 1977 | -    |          |
| 13-1-1979 | Монтевідео | Аргентина | 4 – 0     | Перу      | Чемпіонат Південної Америки (U-20) 1979 | -    |          |
| 18-1-1979 | Монтевідео | Аргентина | 5 – 0     | Еквадор   | Чемпіонат Південної Америки (U-20) 1979 | -    |          |
| 25-1-1979 | Монтевідео | Аргентина | 0 – 0     | Парагвай  | Чемпіонат Південної Америки (U-20) 1979 | -    |          |
| 28-1-1979 | Монтевідео | Уругвай   | 0 – 0     | Аргентина | Чемпіонат Південної Америки (U-20) 1979 | -    |          |
| 31-1-1979 | Монтевідео | Аргентина | 1 – 0     | Бразилія  | Чемпіонат Південної Америки (U-20) 1979 | -    |          |
| 18-8-1979 | -          | Мексика   | 1 – 2     | Аргентина | Товариський матч                        | 1    |          |
| 26-8-1979 | Сайтама    | Аргентина | 5 – 0     | Індонезія | Молодіжний чемпіонат світу 1979         | 2    |          |
| 28-8-1979 | Сайтама    | Югославія | 0 – 1     | Аргентина | Молодіжний чемпіонат світу 1979         | -    |          |
| 30-8-1979 | Сайтама    | Польща    | 1 – 4     | Аргентина | Молодіжний чемпіонат світу 1979         | 1    |          |
| 2-9-1979  | Токіо      | Аргентина | 5 – 0     | Алжир     | Молодіжний чемпіонат світу 1979         | 1    |          |
| 4-9-1979  | Токіо      | Аргентина | 2 – 0     | Уругвай   | Молодіжний чемпіонат світу 1979         | 1    |          |
| 7-9-1979  | Токіо      | Аргентина | 3 – 1     | СРСР      | Молодіжний чемпіонат світу 1979         | 1    |          |
| Усього    |            | Матчів    | 16        |           | Голів                                   | 9    |          |

## Досягнення

### Клубні
- «Бока Хуніорс»
  - Чемпіон Аргентини: 1981 (Метрополітано)

- «Барселона»
  - Королівський Кубок: 1983
  - Кубок іспанської ліги: 1983
  - Суперкубок Іспанії: 1983

- «Наполі»
  - Чемпіон Італії: 1986/87, 1989/90
  - Кубок Італії: 1987
  - Кубок УЄФА: 1989
  - Суперкубок Італії: 1990

### Зі збірною
- Аргентина
  - Чемпіон світу серед молоді: 1979
  - Чемпіонат світу:
    - Чемпіон: 1986
    - Віце-чемпіон: 1990

  - Бронзовий призер Кубка Америки: 1989
  - Кубок Артеміо Франкі: 1993
  - Ювілейний Кубок до 75-річчя ФІФА: 1979

### Особисті
- Найкращий бомбардир чемпіонату Аргентини: 1979М, 1980М, 1980Н, 1981М, 1981Н
- Найкращий бомбардир чемпіонату Італії: 1987/88
- Футболіст року в Аргентині (за версією футбольних журналістів): 1979, 1980, 1981, 1986
- Спортсмен року в Аргентині (за версією футбольних журналістів): 1986
- Футболіст року в Південній Америці (за версією видання «El Mundo», Каракас): 1979, 1986, 1989, 1990, 1992
- Найкращий гравець чемпіонату світу ФІФА: 1986
- Найкращий гравець молодіжного чемпіонату світу: 1979
- Найкращий футболіст світу (за версією «Once»): 1986—1987
- Найкращий футболіст світу (за версією World Soccer): 1986
- Золотий м'яч за вклад у футбол (France Football): 1996
- Спортсмен століття за версією спортивних журналістів Аргентини: 1999
- «Найкращий гравець століття», за версією вболівальників: 2000
- «Гол століття» (1986 (2:1) в матчі проти Англії; другий гол): 2002
- Нагорода «Domingo Faustino Sarmiento» від Парламенту Аргентини: 2005
- Входить у список ФІФА 100

## Визнання і вплив на масову культуру
Дієго Марадона є культовою особистістю для багатьох людей, особливо в Аргентині. Існує багато його фан-клубів по всьому світу. Одним з виявів цього культу є Церква Марадони, створена фанатами аргентинського футболіста.
На честь Марадони названо стадіон «Дієго Армандо Марадона», що належить футбольному клубу «Архентінос Хуніорс».
Багато музиканті присвячували Марадоні свої пісні, зокрема Родріго Буенос написав про нього пісню «La mano de Dios», також йому присвячені композиція Los Piojos «Maradó», «Y dale alegría a mi corazón» Фіто Паеса, «Yo te sigo» гурту Los Calzones, «Santa Maradona» гурту Mano Negra, «Maradona» Андреса Каламаро, «Maradona blues» Чарлі Гарсії, «Para siempre Diego» гурту Ratones Paranoicos, «Francotirador» гурту Attaque 77, «Capitán Pelusa» гурту Los Cafres, «¿Qué es Dios?» гурту Las Pastillas del Abuelo, «La vida tómbola» Ману Чао.
2007 року вийшов фільм-байопік про Марадону «Марадона: Рука Бога», а 2008 року — документальний фільм «Марадона» Еміра Кустуріци.